# Chanson des Nibelungen

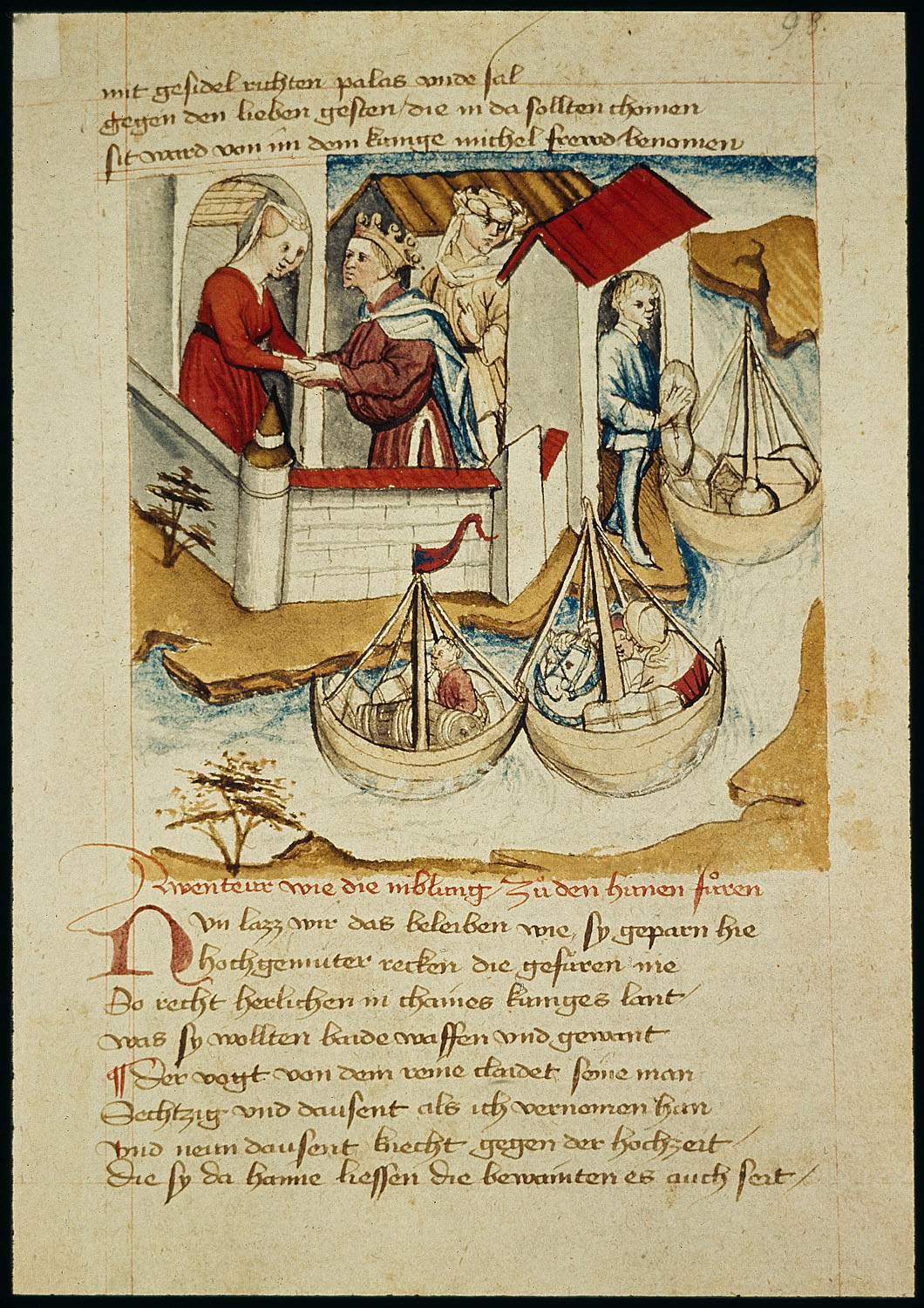
Départ des Bourguignons vers le Hunnenland,, vers 1450.

Nibelungenlied
Pour les articles homonymes, voir L'Anneau des Nibelungen.

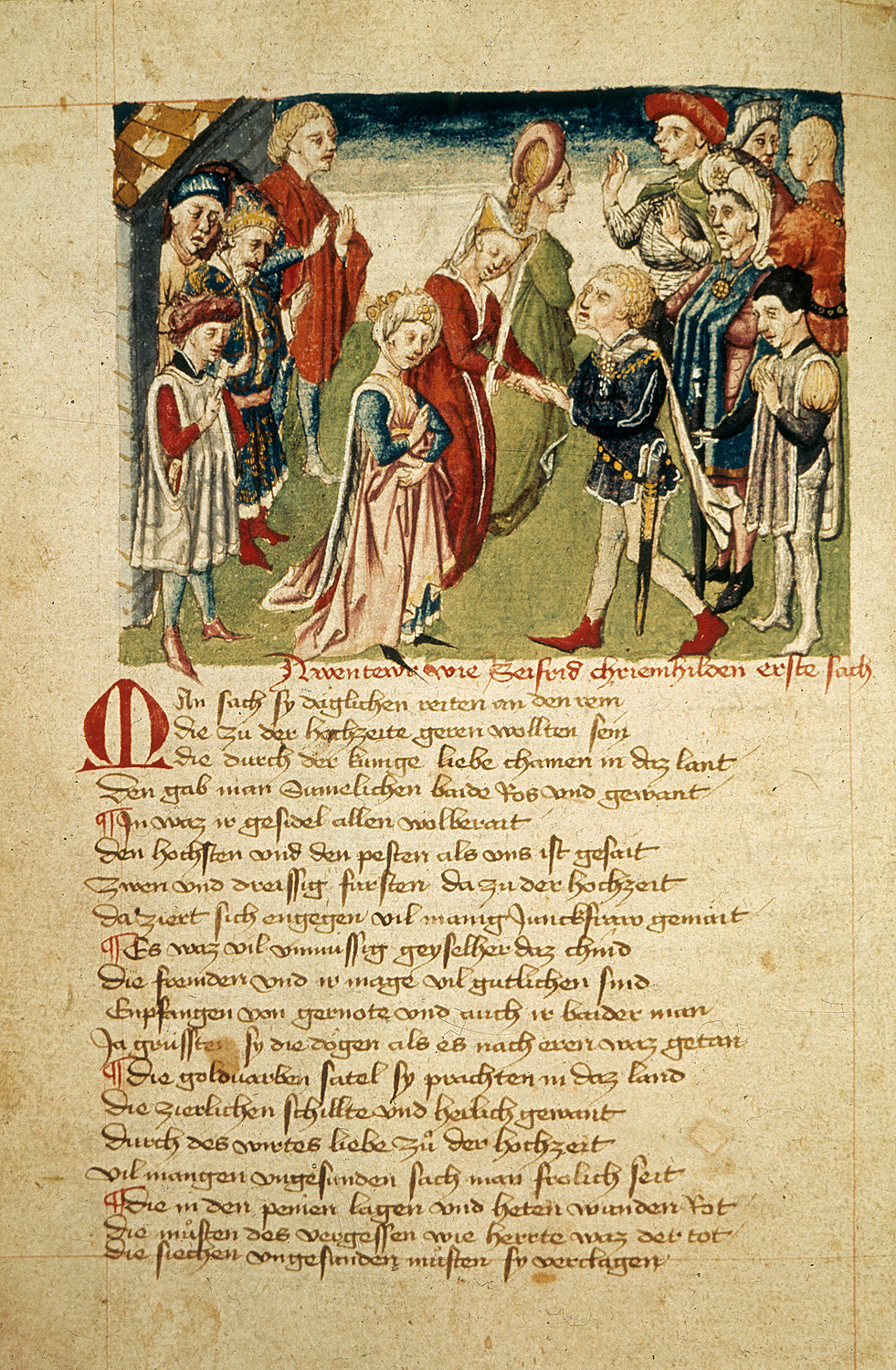
Première rencontre de Siegfried avec Kriemhild au Koenigsburg,, vers 1450.

La Chanson des Nibelungen (en allemand : Nibelungenlied) est une épopée médiévale en moyen haut-allemand composée au XIIIe siècle.
La Chanson des Nibelungen est la version originale germanique d'une légende également attestée en Scandinavie par des contes danois ou islandais. Redécouverte en Allemagne au XVIIIe siècle, elle y a été considérée durant deux siècles comme une épopée nationale décrivant la construction du pays.
Elle raconte les exploits de Siegfried, prince détenteur du trésor des Nibelungen, pour aider le roi burgonde Gunther à conquérir la main de Brunehilde, puis son mariage avec Kriemhild, la sœur de Gunther. Son assassinat par Hagen initie une longue vengeance menée par Kriemhild et dont l'issue est le massacre des Burgondes sur les rives du Danube.

## Inspiration
| Origines et Moyen Âge |
| --- |
| « Les peuplades germaniques, mêlées aux Celtes, fixées vers le VIe siècle entre le Rhin et la Vistule, la Baltique et le Danube, ne nous ont rien transmis des chants guerriers ou cérémoniels, des hymnes religieux ou héroïques dont les historiens latins ont attesté l'existence. Le plus ancien texte de langue germanique n'est pas en allemand et n'est qu'une traduction : c'est la Bible gotique de l'évêque arien Wulfila dont il subsiste d'importants fragments. Mais les Gots, dispersés à travers l'Europe, ont disparu de bonne heure, absorbés dans les populations conquises, perdant jusqu'à leur nom et à leur langue. Certains héros de l'épopée ultérieure, Gunther, Attila, Théodoric, Ermanaric ont vécu du IVe au VIe siècle, et l'on a pu se demander si leur geste épique ne s'était pas formée dès lors. Cela semble peu probable : il n'y a guère de commun que ces noms entre les récits des chroniqueurs et l'épopée du XIIIe siècle. Si l'épisode de Hildebrand a pu être noté vers 800, ce n'est qu'à la fin du IXe et au début du Xe siècle que l'on voit apparaître, en Islande et en Norvège, des sagas qui célèbrent Attila et Gunther et associent leur histoire à celle d'un héros légendaire, Sigfrid ou Sigurd. » Geneviève Bianquis |

Le fondement de la Chanson des Nibelungen, et plus généralement de la légende des Nibelungen, a été et continue[réf. nécessaire] à être l'objet d'un débat entre deux écoles de philologie, l'une réduisant la légende à un mythe, l'autre lui accordant une authenticité et une origine historiques.
Eugène Beauvois, au XIXe siècle, est de ceux qui acceptent comme source historique véritable le contenu de la légende des Nibelungen, telle qu'elle est transmise dans l'Edda de Snorri. Ses thèses ont été sévèrement critiquées par Karl Bartsch, pour qui les rapprochements historiques sont fondés sur une méthode suspecte. Pour Geneviève Bianquis également, le Nibelungenlied est l'assemblage d'éléments mythiques scandinaves et de données historiques vagues.
Si les philologues s'accordent sur l'existence de références historiques, ils hésitent à savoir si ce matériau a servi à façonner la chanson, ou si elles présentent quelque cohérence dans leur assemblage. La question peut ainsi être résumée, comme le fait Régis Boyer :

« Sigurdr est-il un personnage historique qui est entré dans la légende, ou a-t-il existé un personnage de conte populaire immémorial, germanique ou indo-européen, auquel on a raccroché, à un moment donné, Sigurdr, en enrichissant progressivement son image d'apports fournis par d'autres héros? »

### Les motifs mythologiques
Le contenu de la Chanson des Nibelungen, en substance, nous a été transmis par bien d'autres sources, certaines islandaises telles la Völsunga saga et les Eddas, d'autres danoises et scandinaves en général. La Chanson des Nibelungen est, elle, la plus ancienne attestation de la légende en langue allemande.
Toutefois, les éléments merveilleux, notamment les divinités, sont absents de la version de la Chanson des Nibelungen au point qu'elle ne contient presque plus d'événements tout à fait surnaturels. Elle est la compilation des poésies notamment scandinaves et leur succède véritablement.

### Les motifs d'origine romaine
Il a été suggéré qu'Ovide pourrait être la principale source d'inspiration du Nibelungenlied. La rivalité entre Niobé et Léto (VI) s'apparenterait à la dispute des reines (XIV), l'histoire de Térée, Philomèle et Procné (VI) à la vengeance de Kriemhild, Atalante (X) à Brünhild et enfin les héros Cycnos et Cénée (XII) à Siegfried. Cette thèse n'est pas acceptable selon Norbert Voorwinden qui, toutefois, l'étudie, car elle présente un intérêt pour l'histoire de la réception du Nibelungenlied au XIIIe siècle, dans la mesure où son public connaissait sans doute les écrits d'Ovide.

### Le motif de l'or maudit

Le soleil

Pour Albert Réville, l'idée générale de la chanson, qui est présente dans toutes les versions de la légende et que l'on retrouverait aujourd'hui encore chez les peuples celtes, est que la possession d'un grand trésor est toujours porteuse de malheur. En effet, dans les mythes, l'or a un sens ambivalent. S'il est le métal noble des rois, il symbolise également la séduction et la corruption, notamment lorsqu'il est détenu par la femme. C'est le cas dans la Völuspá scandinave, où la magicienne Gullveig (Ivresse de l'or) vient troubler les Ases et déclencher la première guerre.
Pour Jean-Paul Allard, l'or du Rhin, en accord avec les représentations du paganisme germanique ancien, est avant tout le symbole de la souveraineté magique et sacrée qui caractérise la royauté. Un interdit pèse dans la mythologie des anciens Germains sur l'or conçu comme moyen et véhicule d'une richesse matérielle et marchande. L'or, symbole du pouvoir, ne devait en aucun cas être dépensé pour pourvoir à des besoins d'ordre matériel. Convoité, dérobé et dissimulé par Hagen dans l'intérêt exclusif de son roi Gunther, il conserve le caractère d'un motif traditionnel imaginé quelques siècles auparavant.
Il s'agit là d'un motif indo-européen. Dans ces mythologies, l'or est plus particulièrement associé à l'eau, il est en effet issu des paillettes transportées par les rivières. L'or a pour destinée tragique d'être dérobé à un génie des eaux, tel l'anneau d'or d'Andvari dans la légende scandinave, de quitter son séjour premier pour devenir porteur d'une fatalité néfaste avant d'être restitué aux eaux dans lesquelles il reposait. L'or selon le formulaire traditionnel indo-européen est le « feu des eaux ». Pourvu d'une double signification comme symbole de souveraineté et enjeu d'un drame cosmique, la « flamme de la source » provoque une suite d'affrontements tragiques jusqu'au moment où il est rendu à l'élément dont il est issu.
Pourtant, dans le Nibelungenlied, ce thème s'affaiblit pour laisser place à la fidélité, celle de la femme envers son mari, du vassal envers le suzerain, des hommes envers leur devoir. Cette importance donnée à la promesse, au lien d'homme à homme, est révélatrice d'une société déjà organisée par le droit féodal.

### Les éléments historiques

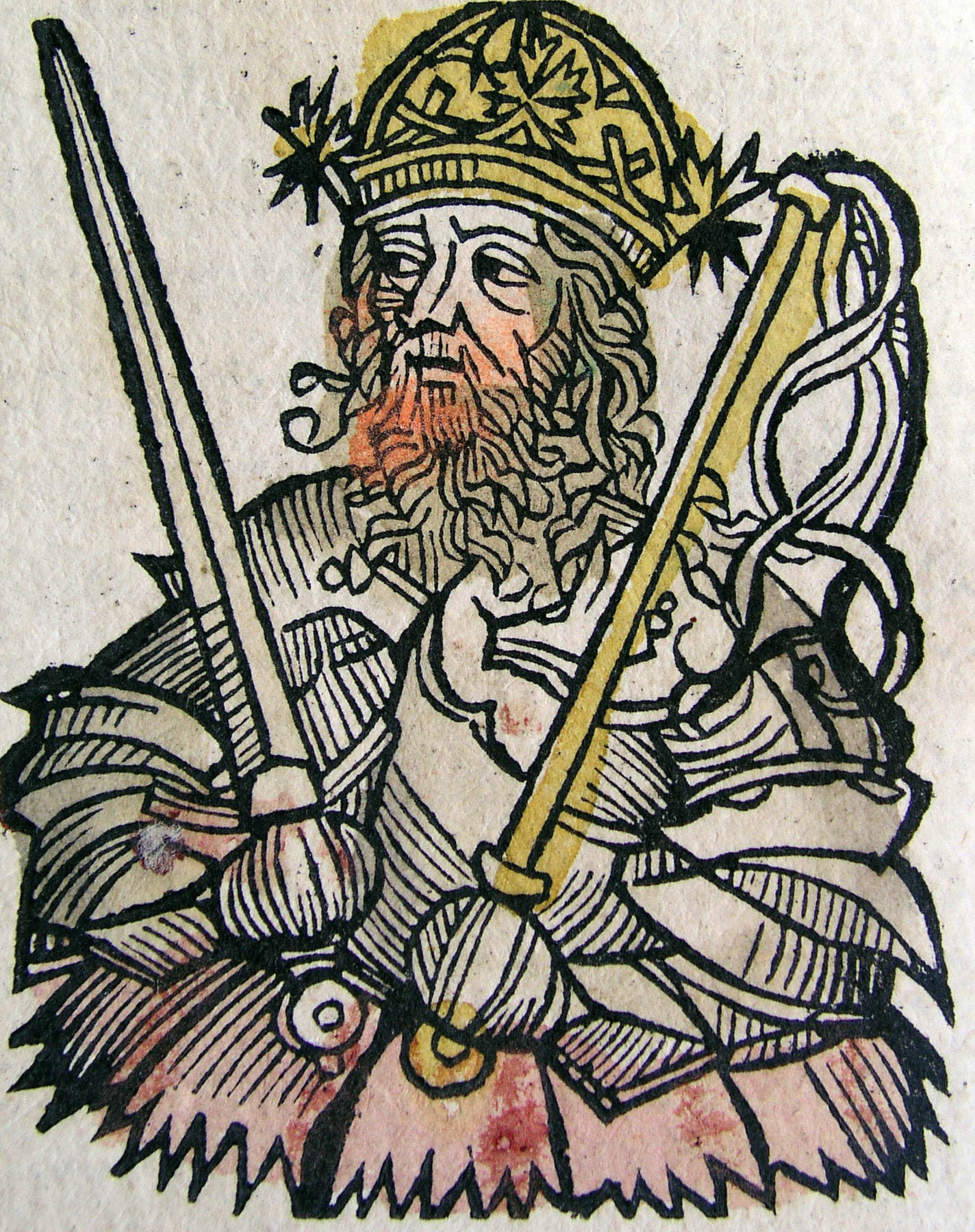
Attila, représenté par Hartmann Schedel.

Le Nibelungenlied fait sans ambiguïté référence à des personnages historiques qui ont joué un rôle durant les migrations des peuples germaniques.

#### Les Burgondes auVesiècle
Les Burgondes sont un peuple germain venu de la mer Baltique et installé en 413 sur la rive gauche du Rhin comme « fédéré », lié par un  fœdus qui en fait un allié militaire de l'Empire romain. Le territoire dévolu aux Burgondes s'étend alors de Mayence à Strasbourg sur la rive gauche du Rhin, avec Worms comme capitale. Les Burgondes doivent garder la frontière rhénane et reconnaissent la suprématie de l'Empire.
En 436 ou 437, Gondicaire, voulant élargir les frontières de ses domaines, envahit avec ses Burgondes la province de Première Belgique. Le patrice Aetius, dont les troupes comportent des mercenaires hunniques, inflige aux Burgondes une grave défaite qui anéantit presque totalement leur armée ; Gondicaire y perd la vie.
En 443, les Burgondes survivants, sous la direction de Gondioc, fils de Gondicaire, sont déportés en Sapaudia (région située vers le Jura) avec pour mission de stopper les Alamans. Les Burgondes se joignent en 451 aux armées impériales afin de combattre Attila.
On constate que la liste des rois burgondes présente des similitudes nettes avec les noms apparaissant dans la Chanson des Nibelungen. En particulier, le code burgonde appelé « loi Gombette » cite le nom des ascendants de Gondebaud, roi à la fin du Ve siècle et au début du VIe :
| Loi Gombette   | Gibica | Gislehaire | Gonthaire |
| Nibelungenlied | Gibich | Giselher   | Gunther   |

#### Autres éléments historiques
D'autres évènements historiques intéressants pour la Chanson sont :
- le personnage d'Attila, mort le jour de ses noces avec la princesse burgonde Ildico en 453[21] ;
- le conflit entre les reines mérovingiennes Brunehaut et Frédégonde, qui inspire la rivalité entre Kriemhild et Brunhild ; Siegfried serait inspiré par Sigebert, époux de Brunehaut, assassiné en 575 à l'instigation de sa belle-sœur Frédégonde, mais aussi par Arminius, chef de la tribu des Chérusques[22].

Mais il n'existe pas de concordance historique entre l'ensemble de ces éléments. Ainsi, l'évêque Pilgrim de Passau a vécu plus de cinq siècles après Attila. Si la rivalité entre les deux reines Brunehaut et Frédégonde a servi de fond au Nibelungenlied, c'est au prix d'une inversion de leurs époux, dans la mesure où Sigebert était le mari, non de Frédégonde, mais de Brunehaut. De même, Théodoric le Grand, qu'incarne Dietrich de Vérone, est né en 449, et ne peut avoir participé à la bataille. Tous ces éléments historiques sont donc de vagues souvenirs raccrochés à une légende.

## Sources

### Les manuscrits fondamentaux

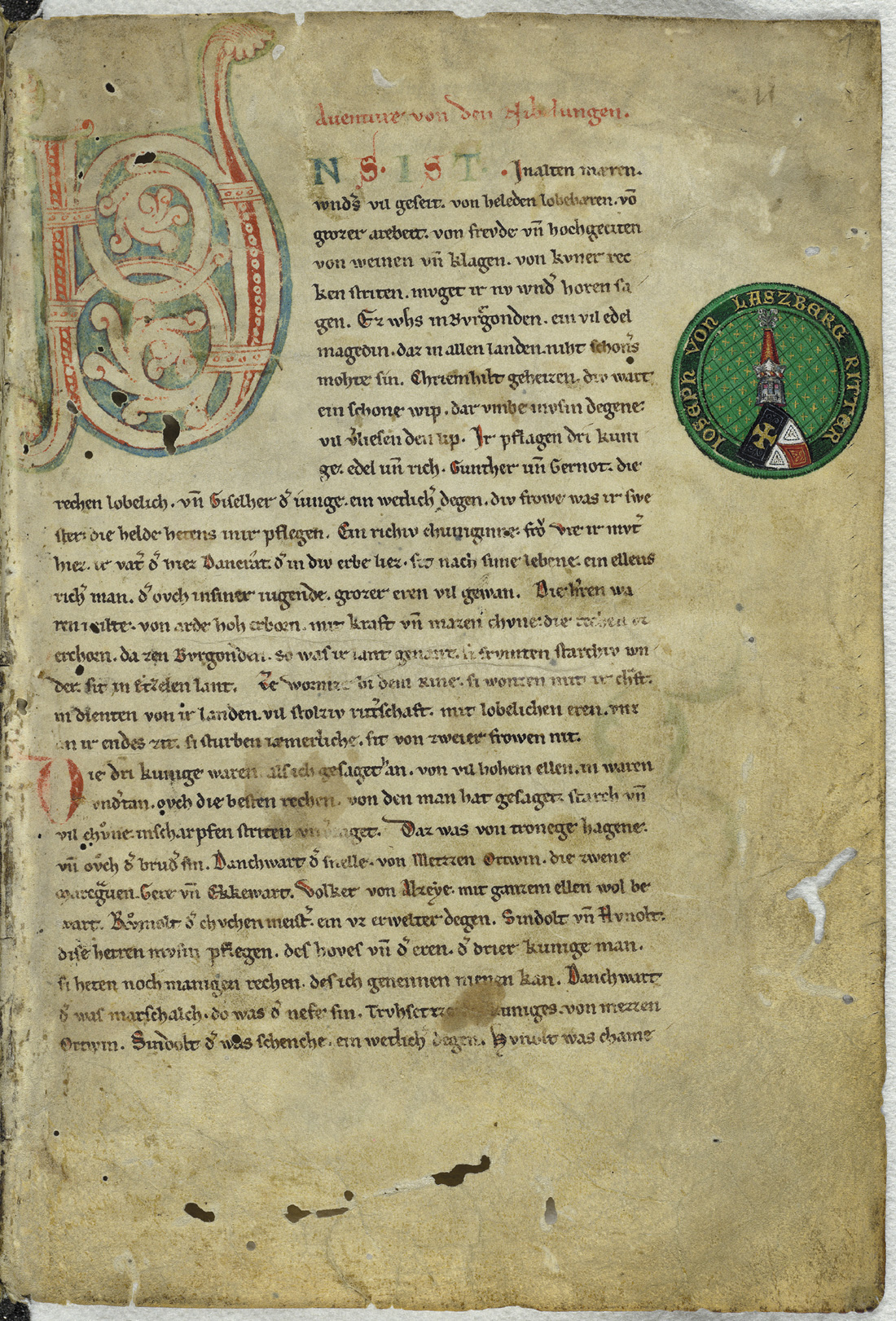
Première page du manuscrit C.

Le texte du Chant des Nibelungen est connu grâce à plus de trente-cinq manuscrits allemands, dont seulement dix complets. Le manuscrit le plus récent date du XVIe siècle, transcrit l'Ambraser Heldenbuch commandé par l'empereur Maximilien Ier (manuscrit D). Par la suite, le Nibelungenlied est presque oublié, jusqu'à la redécouverte du manuscrit C en 1755.
Les trois manuscrits complets les plus anciens, considérés comme les plus importants, sont, depuis les travaux de Karl Lachmann, désignés comme suit :
- Manuscrit A (Manuscrit Hohenems-Münchener) : datant de 1280 environ, il est redécouvert en 1779 dans la bibliothèque des comtes de Hohenems par Franz Joseph von Wocher, puis vendu à la bibliothèque de la cour de Bavière où il est encore conservé[24],[21]. Il est constitué de soixante feuillets de parchemin et contient le Nibelungenlied dans sa version la plus courte, La Plainte et Das Buch der Vollkommenheit[25].
- Manuscrit B : il est contenu parmi d'autres œuvres dans le Codex Sangallensis 857 qui date du second tiers du XIIIe siècle ; conservé par l'historien suisse Aegidius Tschudi au XVIe siècle, il est vendu au prince-abbé de Saint-Gall en 1768[21]. Il est accompagné notamment de Parzival et de La Plainte[26].
- Manuscrit C : contenu dans le Codex Donaueschingen 63, celui-ci est redécouvert le 29 juin 1755 par Jacob Hermann Obereit dans les archives de la bibliothèque du Château de Hohenems ; il est donné en 1807 au juriste Michael Schuster, puis acheté en 1815 par le collectionneur Joseph von Lassberg. À sa mort, en 1855, le manuscrit est transféré à Donaueschingen dans la bibliothèque des princes de Fürstenberg. Depuis 2001, il est conservé à la Bibliothèque nationale du Bade-Wurtemberg, à Karlsruhe[27],[21].

En 2008, ces trois manuscrits ont été proposés par la Bibliothèque nationale de Bavière au programme de l'UNESCO « Mémoire du Monde », auquel ils ont été inscrits en 2009. À ce titre, le Nibelungenlied devient le premier exemple de la poésie héroïque à être inscrit au patrimoine mondial.

### Étymologie du titre
Dans les manuscrits, le Nibelungenlied ne porte pas de titre. Le nom actuel vient du dernier vers par lequel se terminent une partie des manuscrits :
|  |                                                      |  |                                                       |
|  | hie hât daz mære ein ende daz ist der Nibelunge liet |  | ici s'achève l'histoire c'est le chant des Nibelungen |

Le mot « liet » en moyen haut allemand n'a toutefois pas le sens actuel de Lied actuel (chant), mais bien plutôt de Dichtung (poème) ; une assimilation a été effectuée afin de donner au texte le titre qu'il a aujourd'hui.
Le mot Nibelungen est probablement l'adaptation en haut allemand de Niflungar, le mot norrois servant à désigner, dans les textes scandinaves, les membres de la famille de Niflung, à laquelle appartiennent Gunther et Hagen
Le mot Niflung (de l'islandais Nifl : « brouillard ») serait quant à lui un emprunt au moyen bas allemand Nevelingen. Il désigne donc « ceux qui vivent dans les brouillards ». Nibilung a d'ailleurs été un nom de famille connu chez les Burgondes et est aussi attesté chez les Francs, où les Nibelungides sont une famille de la noblesse franque, et où il existe aussi un usage toponymique.
Nibelungen peut être également rapproché du nom de la ville belge de Nivelles, dont le nom flamand Nyffels rappelle particulièrement la dénomination norroise ; il est possible que la maison des Nibelungides y ait régné. Le terme servait d'ailleurs à désigner les Francs arrivés sur le Rhin après la fuite des Burgondes.
Dans l'introduction à leur traduction de la Chanson des Nibelungen, Maurice Colleville et Ernest Tonnelat supposent que le nom Nibelungen est, dans la deuxième partie du poème, appliqué aux Burgondes parce qu'ils étaient devenus les détenteurs du trésor du roi Nibelung.

### Découvertes récentes
Un nouveau fragment du Nibelungenlied (fragment W), datant du dernier quart du XIIIe siècle, a été découvert lors du catalogage des manuscrits de l'abbaye de Melk, dans les années 1990.
Le 28 mars 2003, on a cru découvrir un nouveau fragment au cloître de Zwettl, mais  il s'agissait en réalité d'un nouveau manuscrit d'Erec et Enide.

## Genèse de l'œuvre

### La version primitive (XIIesiècle)
Selon Jean Fourquet, la langue employée dans les manuscrits dont nous disposons indique qu'une version primitive de la Chanson des Nibelungen (Ur-Nibelungenlied) pourrait avoir été écrite au XIIe siècle en francique rhénan dans la région de Worms. Son rédacteur, un « jongleur », s'inspirant peut-être des chansons de geste françaises pour le style, aurait réalisé la compilation cohérente d'un corpus à la fois germanique et scandinave.
Cet Ur-Nibelungenlied aurait ensuite servi de modèle à la Chanson des Nibelungen qui nous a été transmise, mais aussi à une saga norvégienne, la Thidrekssaga, dont la structure reprend remarquablement celle de la Chanson. La version primitive contenait peut-être des éléments merveilleux relatifs à la soumission des Nibelungen et au meurtre du dragon par Siegfried, ainsi qu'à son enfance, absents du Nibelungenlied, mais présents dans la Thidrekssaga.

### LeNibelungenliedduXIIIesiècle

#### Date et lieu de rédaction

Carte du Saint-Empire romain germanique vers l'an mille.

Les historiens de la littérature supposent que le Nibelungenlied aurait été écrit entre 1203 et 1205 près de Passau et Vienne.
En 2013, Jean-Bernard Elzière, historien, a proposé de dater l'œuvre des années 1260
En effet, la chanson montre que l’auteur a non seulement une connaissance précise des lieux, mais aussi une bonne connaissance de la vie de Wolfgar d'Erla, évêque de Passau et futur patriarche d'Aquilée, dont la personne est mise en relief de façon ostensible. En effet, celui-ci était un généreux mécène et il est probable que le Nibelungenlied a été écrit sous son patriarcat, voire commandé par lui.
Comme la chanson reflète la situation politique du Xe siècle, notamment les guerres de Hongrie et le rôle-clé de Passau dans la christianisation de ce pays sous Pilgrim, l’auteur s'est probablement inspiré des sources littéraires de cette époque. On se demande si le personnage épique de « Maître Konrad » se réfère vraiment à l’auteur d’une des sources datées de l’époque de Pilgrim. De la même façon, on ne sait pas si celui de la Plainte se cache derrière la mention de Maitre Konrad.

#### L'auteur
On estime que l'œuvre est due à un auteur unique et non pas le produit du travail de plusieurs poètes. Cet auteur s'est inspiré de textes antérieurs, et notamment de la Thidreksaga, du Waltharius du Xe siècle ou encore de l'Hildebrandslied du IXe siècle.
L'identité de cet auteur n'est pas connue. Il était en effet d'usage qu'un texte épique ne soit pas signé, l'auteur préférant probablement se donner seulement le rôle de transmetteur d'une tradition antérieure. Même si les noms de Heinrich von Ofterdingen ou de Conrad von Kurenberger sont avancés, l'auteur du Nibelungenlied n'a pas encore été identifié.

## Résumé

### Les personnages

#### Les familles royales

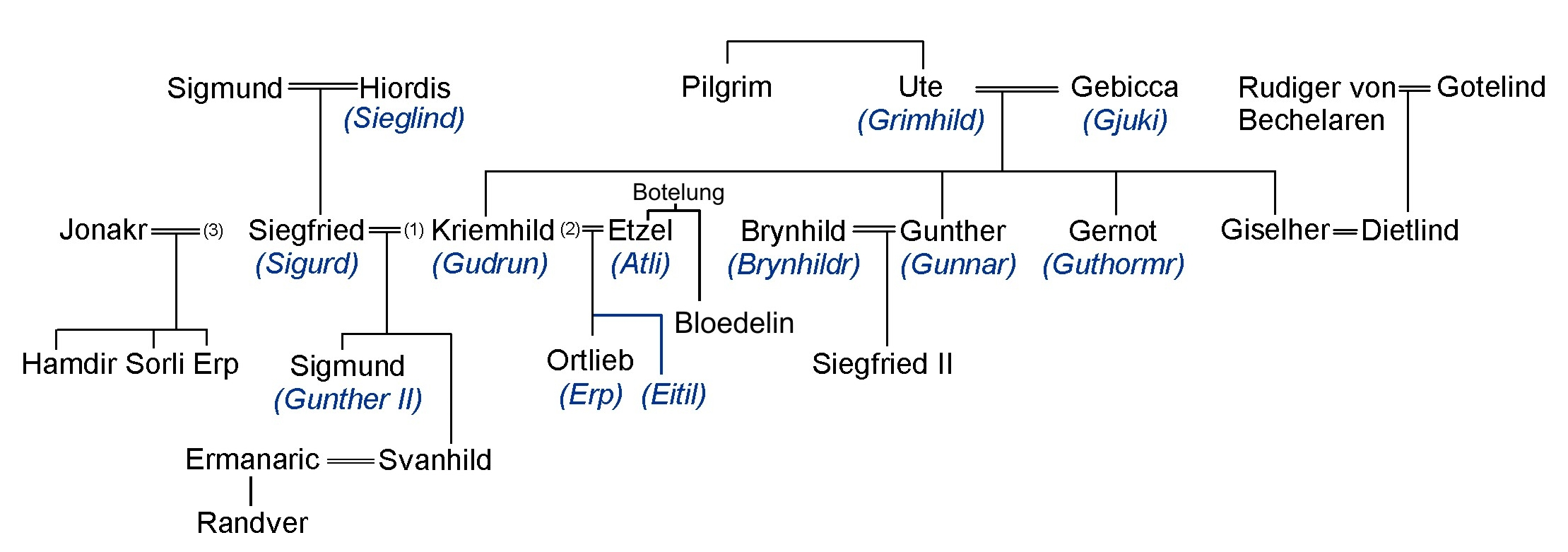
Généalogie des personnages de la Chanson des Nibelungen

Tableau généalogique

#### Les Burgondes et autres Germains
Vassaux de Gunther
- Hagen de Tronege, « le vaillant » : il est « d'un aspect terrible, et pourtant... c'est un beau chevalier. Il inspire l'effroi par les sombres regards qu'il jette de tous côtés » (413). Hagen est le fils d'Aldrian, qui était un vassal d'Etzel ; il a lui-même été otage à la cour d'Etzel, en même temps que Walther d'Espagne (1755-1756).
- Dancwart, frère de Hagen, maréchal
- Ortwin de Metz, leur neveu, écuyer tranchant
- Rumold, maître des cuisines
- Sindold, échanson
- Hunold, trésorier
- Eckewart, margrave, accompagne Kriemhild lorsqu'elle quitte Worms avec Siegfried, ainsi qu'à la cour d'Etzel
- Gere, margrave
- Volker d'Alzei, chevalier et joueur de vielle (dans le Chant, l'épée de Volker est souvent désignée par le mot « archet »)

#### Les Huns et leurs alliés
Etzel
Le roi des Huns du Chant des Nibelungen n'a rien à voir avec l'image traditionnelle d'Attila : c'est un prince manifestement fidèle, scrupuleux (étant païen, il se demande s'il peut épouser une princesse chrétienne), plein de prévenance pour Kriemhild. Il accepte que leur fils soit baptisé. L'auteur du Chant insiste sur le fait qu'à la cour d'Etzel, il y a des païens et des chrétiens, ce qui correspond à la réalité de la cour d'Attila.
Proches d'Etzel
- Bloedel ou Bloedelin : frère d'Etzel (son nom rappelle celui du frère réel d'Attila, Bleda)
- Swaemmel et Waerbel : ce sont les jongleurs d'Attila ; ils sont chargés d'aller à Worms transmettre l'invitation d'Attila (et de Kriemhild) à la cour burgonde.

Vassaux d'Etzel
- Rüdeger de Bechelaren (Pöchlarn en Autriche) : margrave du royaume des Huns ; il est l'ambassadeur d'Etzel pour demander la main de Kriemhild
- Dietrich de Bern : l'avatar littéraire[50] de l'Ostrogoth (les Ostrogoths sont effectivement vassaux des Huns jusqu'à la mort d'Attila) Théodoric le Grand (Bern signifie ici Vérone) intervient (Aventure XXVIII) pour informer les Burgondes qu'il « entend chaque matin Kriemhild pleurer la mort de Siegfried » (1730), sans les dissuader de poursuivre leur route.

#### Personnages légendaires
Brunhild
Princesse islandaise d'une remarquable beauté, elle est aussi dotée d'une force prodigieuse avant son mariage : elle lance sans difficulté un javelot que « trois hommes ... avaient peine à porter » (440). Siegfried la domine grâce à sa cape magique, mais avec peine.
Les Nibelungen
- Nibelung : roi du pays avant la venue de Siegfried
- Nibelung 2 : fils du précédent, tué par Siegfried
- Schilbung : guerrier tué par Siegfried en même temps que le précédent
- Albéric : nain, gardien du trésor des Nibelungen, possesseur de la cape magique que lui arrache Siegfried
- les guerriers Nibelungen : lorsque Siegfried et Kriemhild viennent à Worms (Partie 2), ils sont accompagnés par un certain nombre de guerriers du pays des Nibelungen.

À partir de la troisième partie, le mot Nibelungen désigne les Burgondes, et non plus spécifiquement les guerriers originaires du royaume de Nibelung.

### Le lieu de l'action
L’histoire se déroule en différents lieux réels des vallées du Rhin et du Danube, situés dans les actuelles Allemagne, Autriche et Hongrie, principalement à Worms, Xanten et Etzelbourg, secondairement à Vienne et à d'autres villes situées le long du Danube.
Les autres localisations sont : 
- Isenstein (dénomination imaginaire) en Islande[21] où vit la princesse Brunhild ;
- la Saxe, où se déroule le combat entre les Burgondes et les coalisés saxons et danois : « des bords du Rhin, ils chevauchèrent ... à travers la Hesse, vers le royaume de Saxe... Ils arrivèrent à la frontière... » (IV, 176)

Le pays des Nibelungen, conquis par Siegfried dans sa jeunesse, est un pays imaginaire, mais il est malgré tout situé par l'auteur dans le nord de l'Europe, puisque partant d'Islande en barque, Siegfried « arriva dans un pays situé à cent bonnes lieues de là ou même plus loin encore.... Le héros aborda seul dans une île très grande... amarra sa barque. Puis il se dirigea vers une montagne où se trouvait un fort château. » (VIII, 484-485). Plus tard, lorsque Siegfried et Kriemhilde sont invités à la cour burgonde, les messagers, partant de Worms, « après une chevauchée de trois semaines, ... firent leur entrée dans le pays. Et là, au château de Nibelung... dans la marche de Norvège, ils trouvèrent le preux » (XII, 739).

### Première partie
La première partie du récit se concentre sur la gloire de Siegfried qu'évoquent ses exploits et son magnifique mariage.
I (1 à 19) : dans le pays des Burgondes, à Worms, vit la princesse Kriemhild, sœur des rois Gunther, Gernot et Giselher. Tous les membres de sa cour sont des guerriers de grande valeur. Kriemhild fait un jour un songe dans lequel elle voit un faucon tué par deux aigles. C'est, selon sa mère, l'homme qu'elle épousera, et qu'elle perdra très vite. Kriemhild affirme qu'elle renonce à l'amour et au mariage, mais elle ne tiendra pas sa promesse.
II (20 à 43) : à Xanten, en Néerlande, vit Siegfried, le fils du roi Siegmund et de sa femme Sieglinde. C'est un grand guerrier respecté. Lorsque Siegried est adoubé, au solstice d'été, 400 écuyers le sont en même temps que lui, et une grande fête est organisée pour de nombreux invités.
III (44 à 138) : Siegfried apprend l'existence de la très belle princesse Kriemhild et décide de l'épouser. Cette nouvelle inquiète sa famille car la princesse est de plus haute naissance que lui et nombreux sont les vassaux qui la courtisent. Accompagné de seulement douze guerriers, Siegfried arrive à Worms. Hagen l'identifie et raconte ses exploits au roi, particulièrement son combat contre les Nibelungen Schilbung et Nibelung, puis contre les guerriers Nibelungen et contre le nain Albéric ; il lui prend la cape qui rend invisible et qui décuple les forces.
Arrivé devant Gunther, Siegfried fait une déclaration provocante, et une joute verbale a lieu entre lui et les proches de Hagen ; mais Gernot réussit à les calmer et Siegfried est admis à la cour. Il y séjourne une année, suscitant l'admiration de nombreuses dames, mais sans voir Kriemhild, qui elle, l'observe parfois de sa fenêtre.
IV (139 à 264) : des messagers viennent à Worms avertir Gunther que Liudeger et Liudegast, rois de Saxe et du Danemark, ont l'intention d'envahir le royaume des Burgondes. Siegfried offre alors de prendre le commandement des armées de Gunther, qui partent en Saxe. Une bataille a lieu et Liudeger et Liudegast sont faits prisonniers. Ces exploits sont célébrés à Worms où il décide de rester afin de rencontrer Kriemhild.
V (265 à 324) : lors de la grande fête qui suit, Kriemhild est présentée à Siegfried. Leur bonheur est célébré. Les prisonniers danois sont libérés à la fin des festivités.
VI (325 à 388) : Gunther entend parler de Brunhild, une très belle princesse islandaise dont les prétendants sont soumis à des épreuves et exécutés s'ils sont vaincus. Décidé à l'épouser, il demande à Siegfried de l'aider à la vaincre et lui promet la main de Kriemhild à leur retour. Ils partent pour l'Islande, accompagnés de Hagen et Dancwart.
VII (389 à 481) : arrivé en Islande, au château de Brunhild à Isenstein, Siegfried se fait passer pour un vassal de Gunther. Celui-ci accepte d'affronter Brunhild lors des épreuves successives pour la conquérir : lancer un très lourd javelot sur le bouclier de l'adversaire, puis un roc au-delà duquel il faut sauter d'un bond. Siegfried s'éclipse, afin de récupérer sa cape magique. Il permet ainsi à Gunther à triompher de la reine, puis réapparaît ensuite en faisant semblant de n'avoir rien vu.
Après la victoire de Gunther, Brünhild prétexte la nécessité de prévenir sa famille pour retarder son départ pour Worms et réunir une armée. Siegfried décide alors d'aller chercher ses guerriers Nibelungen.
VIII (482 à 528) : Siegfried se rend au pays des Nibelungen grâce à sa cape magique. Il soumet le nain Alberich qui, chargé de garder le trésor de son maître, le reconnaît alors à sa force. Mille guerriers Nibelungen viennent avec Siegfried en Islande et Brunhild accepte de partir pour Worms sans plus tergiverser.

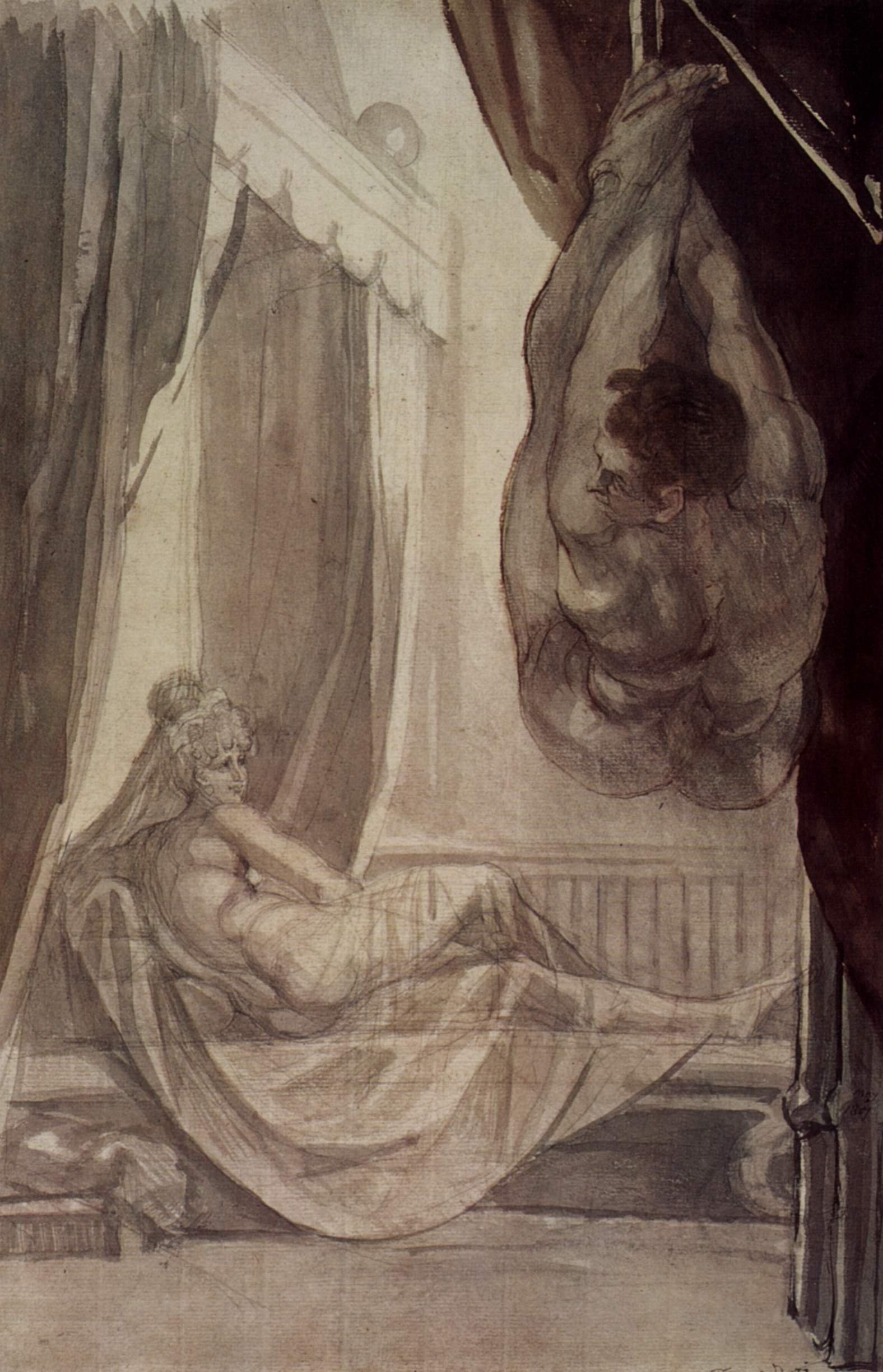
La nuit des noces de Gunther (Johann Heinrich Füssli 1807).

IX (529 à 578) : après neuf jours de traversée, Siegfried est envoyé annoncer à la cour le retour sain et sauf du roi et l'arrivée de Brunhild. D'abord réticent, Siegfried accepte au nom de son amour pour Kriemhild. Arrivé à Worms, il fait préparer l'accueil et les festivités.
X (579 à 689) : lors de la fête organisée pour le retour de Gunther, Siegfried épouse Kriemhild, ce qui attriste beaucoup Brunhild, qui considère toujours Siegfried comme le vassal (selon elle, le « serf ») de Gunther. Elle est donc étonnée que sa belle-sœur soit abandonnée à si mauvais parti. Elle exige des explications de Gunther, mais celui-ci refuse de les donner. Elle annonce qu'elle se refusera à lui (622).
Durant la nuit des noces, tandis que tout se passe très bien entre Siegfried et Kriemhild (629-630), Brünhild se refuse effectivement à Gunther, et, comme il devient un peu trop exigeant, elle le ligote, puis le suspend à un crochet. Le lendemain, le roi demande à Siegfried de l'aider de nouveau. La nuit suivante, dans l'obscurité, Siegfried maîtrise Brunhild, qui, croyant avoir affaire à Gunther, accepte de se soumettre à son devoir conjugal. Avant de quitter la chambre, Siegfried dérobe sa ceinture et son anneau.
Après cette nuit, au cours de laquelle Gunther « prit avec elle son plaisir d'amour, comme il se devait » (681), Brunhild est devenue une femme normale, ses forces surnaturelles disparaissant en même temps que sa virginité.

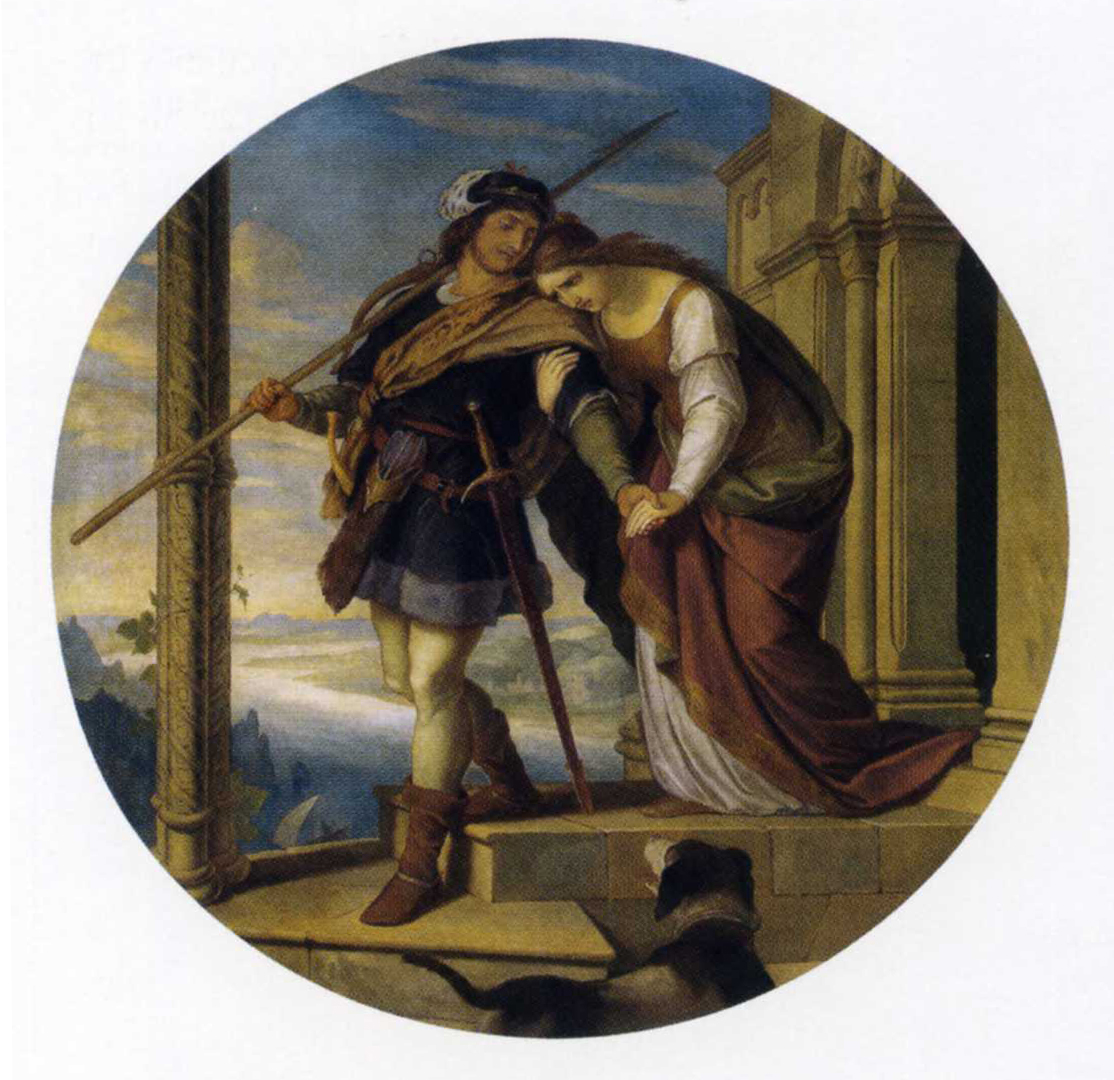
Le départ de Siegfried (Julius Schnorr von Carolsfeld, environ 1843).

XI  (690 à 723) : Siegfried retourne avec Kriemhild en Néerlande, avec 32 suivantes et 500 chevaliers burgondes, dont le margrave Eckewart. Il est couronné roi. Dix années s'écoulent avant la naissance de son fils, qui reçoit le nom de Gunther. Sieglinde meurt au même moment. De son côté, Brunhild a aussi un fils qui est nommé Siegfried.

### Deuxième partie
La deuxième partie du chant conte les événements qui mènent au meurtre du héros.
XII (724 à 777) : Brunhild estime que Siegfried, leur « serf » (724), manque à ses devoirs, mais elle n'en parle à personne. Cherchant toujours à percer le secret qu'entretient Gunther au sujet de ses relations avec Siegfried, elle le prie d'inviter le héros et Kriemhild à Worms pour une fête. Les messagers vont au château de Nibelung, où une fête de neuf jours leur est donnée. L'invitation est acceptée. Les messagers reviennent et la cour de Worms prépare les festivités.
XIII (778 à 813) : Siegfried, Kriemhild, Sigemund et leurs suites font voyage vers Worms où leur venue est célébrée durant plusieurs jours.
XIV (814 à 876) : durant un banquet, Kriemhild et Brunhild vantent la valeur de leur époux. Brunhild évoque alors le rang inférieur de Siegfried, ce que Kriemhild réfute. Cela se transforme en une dispute ; Kriemhild défie alors la reine en déclarant vouloir précéder celle-ci lors de leur entrée dans l'église. Brunhild lui répond (838) :

« Jamais serve ne doit prendre le pas sur la femme d'un roi. »

Kriemhild prétend alors que c'est Siegfried et non Gunther qui a pris la virginité de Brunhild ; à titre de preuve, elle lui montre l'anneau d'or et la ceinture que Siegfried a dérobés.
Pour trancher le différend, chacune en appelle à son mari. Siegfried jure qu'il n'a jamais prétendu avoir possédé Brunhild. Les choses paraissent se rétablir, mais Hagen décide de faire comme si Kriemhild avait dit la vérité, et va faire pression pour que Gunther accepte la mort de Siegfried. Un plan est mis au point.
XV (877 à 915) : conformément au plan des conjurés, de prétendus messagers de Ludeger viennent déclarer la guerre à Gunther. Siegfried propose alors son aide. Sous prétexte de le protéger, Hagen fait astucieusement révéler à Kriemhild le point faible de son mari : alors que celui-ci se baignait dans le sang du dragon, une feuille de tilleul est venue se poser entre ses omoplates, l'empêchant de bénéficier de l'invulnérabilité totale. Elle coudra une croix à cet emplacement sur les vêtements de Siegfried. Gunther annonce ensuite que Ludeger renonce à la guerre ; il propose une partie de chasse.

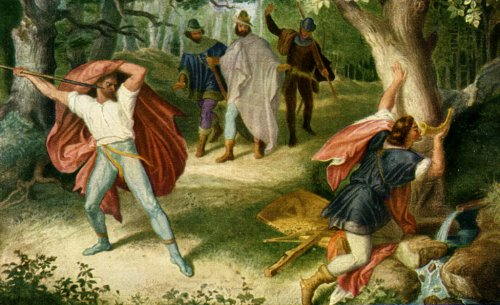
« La mort de Siegfried » (Julius Schnorr von Carolsfeld, 1847).

XVI (916 à 1001) : la partie de chasse a lieu ; c'est Siegfried qui a tué le plus de bêtes. Au moment du repas, Hagen feint d'avoir oublié le vin, et conseille aux invités de se rendre à une source. Il défie Siegfried à la course. Siegfried est vainqueur ; arrivé à la source, il se penche afin de boire. Hagen le transperce alors d'un épieu à l'endroit indiqué par Kriemhild. Siegried meurt après une assez longue agonie.
XVII (1002 à 1072) : le corps de Siegfried, ensanglanté, est déposé par Hagen devant la porte de Kriemhild. Celle-ci est terriblement touchée par la mort de son époux. Dans la cérémonie qui suit, l'identité de son meurtrier est dévoilée par cruentation. Kriemhild se résout à venger son mari.
XVIII (1073 à 1100) : Sigemund veut repartir en Néerlande ; Kriemhild envisage d'abord de partir avec lui, mais Giselher la prie de rester à Worms, ce qu'elle finit par accepter. Siegmund s'en retourne alors en Néerlande avec les guerriers Nibelungen venus à Worms ; il s'occupera de l'enfant Gunther.
XIX  (1101 à 1242) : alors que Kriemhild porte le deuil, Hagen conseille à Gunther de se réconcilier avec elle afin d'obtenir le trésor des Nibelungen qui lui est revenu en dot. Alberich accepte de le transférer à Kriemhild à Worms. Kriemhild distribue alors beaucoup de ses richesses, s'attachant par là un certain nombre de guerriers. Hagen s'en inquiète ; Gunther refuse de confisquer son trésor à Kriemhild ; Giselher propose de faire disparaître le trésor, de sorte qu'il ne pourra pas créer d'animosité entre les Burgondes. En fin de compte, Hagen met le trésor dans le Rhin à Lorsch, seul à connaître le lieu d'immersion.
À partir de là, treize années passent où Kriemhild vit dans le deuil de Siegfried (« Elle lui restait fidèle, et de cela tout le monde la loue » 1142).
XX (1143 à 1289) : le roi des Huns, Etzel, venant de perdre sa femme, la belle Helche, entreprend d'épouser Kriemhild. Il envoie le margrave Ruedeger au pays des Burgondes. Là, Gunther demande conseil à ses proches. Tous lui recommandent le mariage, sauf Hagen qui se méfie. Dans un premier temps, Kriemhild repousse l'offre, d'autant qu'Etzel est païen. Mais, mise en présence de Ruedeger, elle saisit l'occasion de ce mariage pour servir sa vengeance et accepte de se rendre en Hongrie.

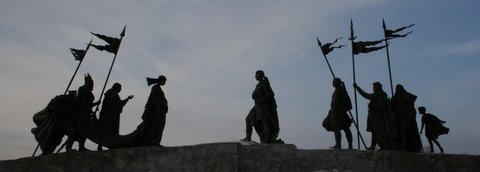
Fontaine des Nibelungen, Tulln (Michail Nogin, Hans Muhr, 2005).

XXI (1290 à 1335) : Kriemhild part pour la Hongrie, accompagnée par Eckewart et une suite de chevaliers et de dames ; son cortège s’arrête à Passau, où l'accueille l'évêque Pilgrim (frère de Uote), à Bechelaren, puis à Treisenmauer.
XXII (1336 à 1386) : la rencontre d'Etzel et de Kriemhild a lieu à Tulln. De là, ils vont à Vienne, pour leur somptueux mariage, dont les fêtes durent dix-sept jours. Tous se rendent ensuite à Etzelbourg.

### Troisième partie
La dernière partie du récit évoque la sanglante vengeance de Kriemhild et la chute des Burgondes.
XXIII (1387 à 1421) : treize années heureuses s'écoulent durant lesquelles ils ont un enfant, Ortlieb, qu'elle fait baptiser. Puis, Kriemhild est reprise pas le désir de se venger : « C'est, je pense, le Malin, ce méchant, qui conseilla à Kriemhild de rompre l'amitié promise à Gunther » (1394). Sous couvert de l'amour de sa famille, elle obtient d'Etzel qu'il invite les Burgondes à Etzelbourg. Etzel donne ses directives à Waerbelin et Swemmelin, ses joueurs de vielle, et Kriemhild leur recommande surtout que Hagen vienne avec les autres Burgondes.
XXIV (1422 à 1505) : les messagers partent pour Worms où ils transmettent l'invitation. Les frères de Kriemhild sont enthousiastes à cette idée. Hagen, en revanche, prédit le sort qui attend ceux qui se rendront chez Etzel ; Rumold est aussi partisan de rester à Worms. Mais Gunther décide d'accepter, et Hagen ne veut pas paraître lâche ; il obtient tout de même que soit rassemblée une escorte de 1 000 chevaliers. Waerbelin et Swemmelin reviennent en avance et retrouvent Etzel à Gran. On prépare les festivités à venir.
XXV  (1506 à 1585) : les Burgondes (soixante héros, 1 000 chevaliers et 9 000 valets) se mettent en route ; arrivés au Danube, ils constatent que celui-ci est sorti de son lit. Hagen, cherchant un gué, vole en chemin les vêtements d'ondines. Afin de les récupérer, elles lui font alors la prédiction que les Burgondes ne reviendront pas de Hongrie, sauf le chapelain, puis lui indiquent comment traverser le fleuve grâce à un passeur. Celui-ci refusant ses services, Hagen le tue, puis il essaye de noyer le chapelain : comme celui-ci en réchappe et repart vers Worms, Hagen est sûr que les ondines ont dit vrai ; quand tous ont traversé, il détruit la barque.
XXVI (1586 à 1649) : les seigneurs bavarois Gelpfrat et Else, dont le passeur vient d'être tué, se lancent à la poursuite des hommes de Gunther. Au cours du combat, Dancwart sauve son frère Hagen en tuant Gelpfrat. Else prend la fuite. Arrivés à la frontière du royaume d'Etzel, les guerriers trouvent Eckewart endormi ; il les avertit du projet de Kriemhild et leur conseille de se rendre chez Ruedeger.
XXVII (1650 à 1717) : les Burgondes sont chaleureusement accueillis chez le margrave. Lors d'un banquet, Giselher obtient la main de la fille de Ruedeger, enchanté de voir sa fille épouser un roi. Avant le départ, Hagen réclame un présent à Ruedeger le bouclier qui orne la salle de réception.
XXVIII (1718 à 1757) : à la cour d'Etzel, un premier incident survient quand Kriemhild accueille Hagen : elle lui demande s'il apporte l'or du Rhin, mais il n'en est rien. Puis elle demande aux Burgondes de se débarrasser de leurs armes. Hagen refuse. Dietrich de Bern s'interpose dans la discussion entre Hagen et Kriemhild.
XXIX (1758 à 1817) : Hagen s'assoit avec Volker sur un banc devant le logis de Kriemhild. Celle-ci incite des chevaliers huns à les attaquer, mais ils s'en tiennent à un échange verbal. Les deux guerriers rejoignent alors les rois burgondes, qui sont accueillis par Etzel dans un banquet.
XXX À l'approche du soir, Hagen et Volker ressentent l'animosité des hommes de Kriemhild. Durant leur garde nocturne, ils déjouent la tentative des Huns de les surprendre et les mettent en fuite.
| Le rendez-vous à l'église |
| --- |
| 1852. Les guerriers revêtirent de si beaux vêtements que jamais, en aucun royaume, d'illustres héros n'en avaient apportés de meilleurs. Hagen en fut fort fâché. Il dit : "Ce sont d'autres vêtements, héros, que vous devez porter. 1853. Beaucoup d'entre vous savent pourtant les nouvelles. Ce ne sont pas des roses, mais des armes que vous devez avoir à la main. Ce ne sont pas des bandeaux ornés de pierreries, mais de solides heaumes luisants qu'il vous faut coiffer, car nous savons très bien quelles sont les intentions de la perfide Kriemhild." |

XXXI : au matin, Hagen avertit ses hommes de la mort qui les attend. Il leur ordonne de se rendre en armes à la messe, ce qu'il prétend devant Etzel être une coutume de son pays. Malgré le meurtre d'un margrave par Volker lors d'un tournoi, le conflit n'éclate pas encore. Kriemhild convainc Bloedelin de se joindre à elle, tandis que Dietrich y a lui renoncé.
XXXII : Blœdelin est très vite tué par Dancwart. Il s'ensuit une bataille entre les Huns et les hommes d'armes de Dancwart. Les Nibelungen présents sont tous massacrés.
XXXIII : Dancwart parvient à s'enfuir et entre dans la salle du banquet. Hagen, comprenant que la bataille a débuté, décapite Ortlieb. En raison de leur neutralité, il est toutefois permis à Dietrich, Etzel et Ruedeger de sortir de la salle ; ils emmènent Kriemhild.
XXXIV : les Nibelungen massacrent les Huns puis les jettent hors de la salle dans un horrible charnier. De là, Hagen couvre le roi Etzel de sarcasmes. Kriemhild peine à trouver des partisans afin de se venger malgré une généreuse récompense.
XXXV : Iring du Danemark répond à l'appel et défie Hagen, il est brutalement tué sur le parvis et la bataille se poursuit à l'intérieur du refuge des Burgondes.
XXXVI : plusieurs jours après, Huns et Burgondes tentent de négocier, mais la trêve s'avère impossible devant le nombre de morts, et les Nibelungen refusent de laisser Hagen en otage. Aussi Kriemhild ordonne-t-elle de mettre le feu à la salle. Mais les guerriers survivent à la nuit brûlante en buvant le sang des morts.
XXXVII : Kriemhild prie désormais Ruedeger d'honorer la promesse qu'il a faite autrefois. Partagé entre son honneur et l'amitié qu'il porte aux Burgondes, Ruedeger se résout à les combattre. Lui et Gernot s'entretuent.
XXXVIII : apprenant la mort de Ruedeger, les vassaux de Dietrich souhaitent en récupérer le corps, ce que les Nibelungen refusent. Une nouvelle bataille s'engage, au cours de laquelle Hildebrand abat Volker, Helprfrich tue Dancwart, Giselher et Wolfhart s'éventrent et s'assomment respectivement. Dietrich apprend de Hildebrand, qui est parvenu à s'échapper, la mort de tous ses guerriers et se décide à les venger.

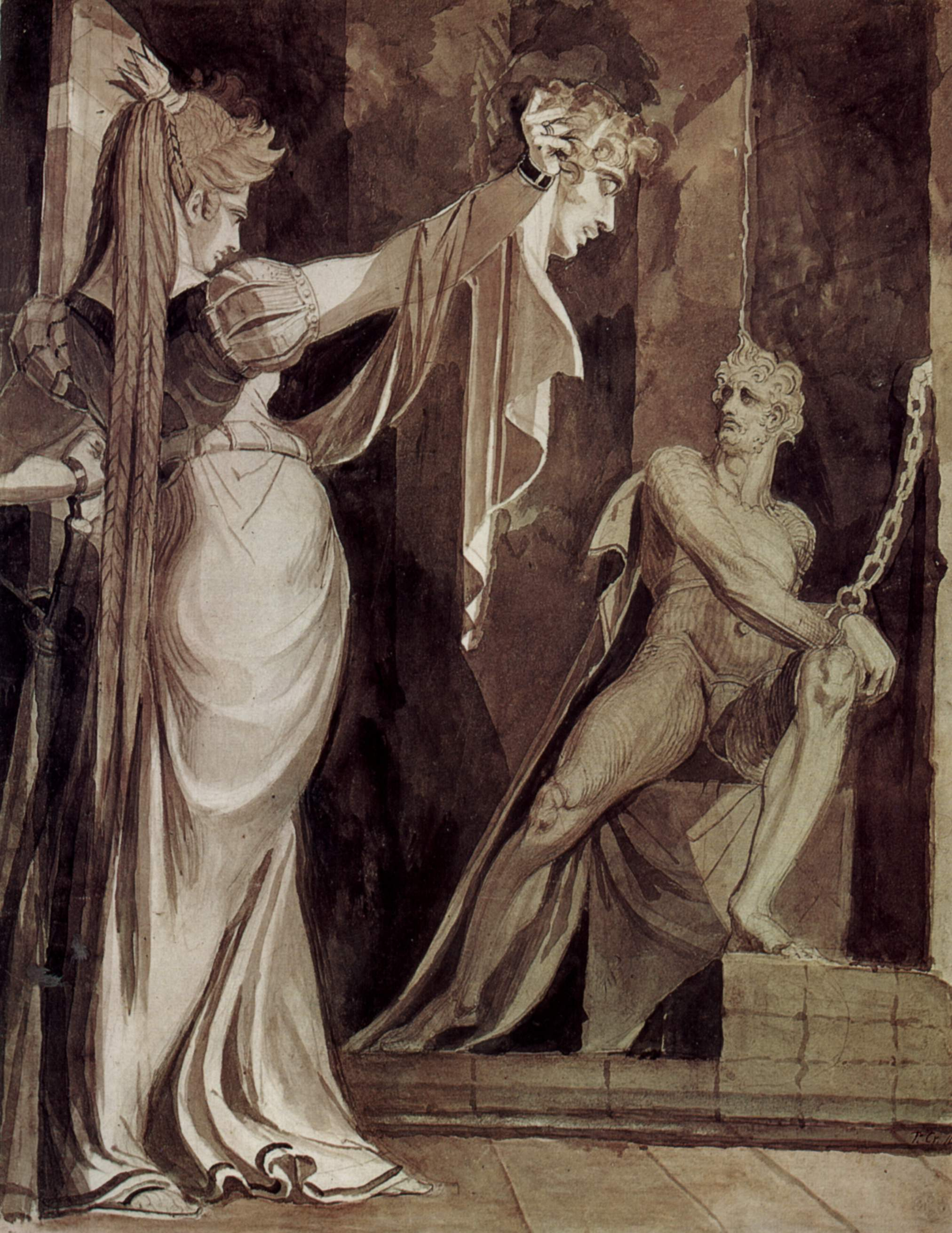
Kriemhild montrant la tête de Gunther à Hagen (Johann Heinrich Füssli, ±1805).

XXXIX : Dietrich demande à Gunther et Hagen de se rendre, ceux-ci refusent évidemment. Dietrich les combat alors successivement et les ligote. Il les amène à Kriemhild qui les fait enfermer séparément. Elle réclame à Hagen la restitution du trésor des Nibelungen. Celui-ci répond ne pouvoir indiquer son emplacement tant que vivrait un roi de Worms. La reine amène alors la tête tranchée de Gunther, Hagen déclare que seul Dieu et lui savent désormais où se trouve l'or du Rhin, et que jamais la reine ne l'obtiendrait. Elle le décapite alors. Hildebrand, horrifiée par l'acte de la reine, la tue à son tour. Ainsi meurent tous les Nibelungen.

## Analyse

### Aspects formels
Si, dès la fin du XIIe siècle, de nombreux récits épiques ont été couchés par écrit par des poètes courtois, la Chanson des Nibelungen est singulière dans la mesure où elle s'inspire également d'une littérature écrite. Ainsi, son contenu proviendrait de la tradition orale, tandis que la composition et la structure ambitieuse du récit révèlent probablement un travail écrit effectué par un poète courtois.

#### La langue utilisée
Le Nibelungenlied est écrit en moyen haut-allemand, une évolution du vieux haut-allemand dont l'apparition se situe au début du XIIe siècle. À une époque où la langue allemande n'est pas encore unifiée, les écrits courtois, dont le Nibelungenlied, sont remarquables en ce que leurs auteurs se sont efforcés de créer une langue littéraire compréhensible à la fois par les Allemands du Nord et ceux du Sud.
L'influence de la langue française sur le texte courtois est manifeste en ce qui concerne le vocabulaire employé, notamment celui se rapportant à la vie guerrière du chevalier, pour lequel la France était un modèle.

#### La métrique
Le Nibelungenlied est constituée de strophes de quatre vers, chacun coupé en un Anvers et un Abvers par une césure. Les demi-vers riment ensemble deux par deux.
Les Anvers ont une durée de quatre mesures, les Abvers de seulement trois, à l'exception du dernier de chaque strophe, qui a quatre mesures, ce qui rend audible le passage d'une strophe à une autre.
Cette forme tout à fait originale a ensuite été appelée Nibelungenstrophe. On la retrouve également chez Der von Kürenberger.
|  |                                                                                                  |  |                                                                                                   |
|  | Anvers                                                                                           |  | Abvers                                                                                            |
|  | Uns ist in alten mæren von helden lobebæren, von freuden, hôchgezîten, von küener recken strîten |  | wunders vil geseit von grôzer arebeit, von weinen und von klagen, muget ir nû wunder hœren sagen. |

La construction mélodique et rythmique du chant repose, à la manière de la métrique allemande, non sur le nombre de pieds ou de syllabes, mais sur leur accentuation (Hebung) ou non (Senkung), en différenciant, parmi les syllabes accentuées, celles qui le sont pleinement (Hauppton), et les autres, plus faibles (Nebenton). Cette distinction permet la réalisation des cadences, cruciales pour le rythme de la diction. Ainsi, la dernière syllabe des Abvers porte normalement une accentuation forte (geseit) et celle des Anvers une accentuation faible (maeren), appelées respectivement cadences masculine et féminine.

#### Structure narrative
La Chanson des Nibelungen est divisée en trois parties, chacune séparée par une dizaine d'années. Les deux premières sont composées de onze aventures chacune, la troisième de dix-sept. Cette structure rappelle celle des canso dont deux parties sont symétriques, la troisième plus longue concluant le chant. Cette structure est encore plus marquée dans certains manuscrits dont le nombre de strophes a été calculé afin de respecter la proportion 4-4-6 du sonnet.

#### Onomastique
La Chanson des Nibelungen mentionne un grand nombre de personnages. Nombre d'entre eux portent un nom allitéré, tels Lüdeger et Lüdegast, Siegfried et Siegmund, Wolfhart, Wolfin et Wolfprant, ou encore Helpfrich et Helmnot.
Au haut Moyen Âge allemand, la dénomination sert, comme dans de nombreuses autres sociétés, aussi bien à individualiser qu'à situer socialement les individus vis-à-vis de leur parenté. Ainsi donne-t-on à l'enfant un nom jouant sur la répétition d'un élément. Par ailleurs, la transmission du nom dans les sociétés traditionnelles a valeur magique et transporte également les vertus, la puissance protectrice des anciens. Pour autant, au XIIIe siècle, il ne s'agit plus que d'une pratique littéraire dont Nibelungenlied est un témoignage :
|  | |
|  | 716. On se hâta de baptiser l'enfant et on lui donna pour nom Gunther, celui de son oncle : il n'avait pas à en avoir honte. S'il suivait la voie de ses parents, ce serait bien pour lui. On l'éduqua avec soin, comme il se devait. […] 718. Or à ce que nous avons entendu dire, là-bas aussi, au bord du Rhin, chez le puissant Gunther, la belle Brunhild avait mis au monde un fils au pays des Burgondes. Il fut, pour l'amour de ce héros, appelé Siegfried. |

### Style littéraire

#### Un roman courtois atypique
La date de rédaction de ce texte coïncide avec le plein essor de la littérature du moyen-haut-allemand (1180-1210), influencée par la mode courtoise en provenance du Nord de la France et des domaines normands et anglais.
En conséquence, la Chanson des Nibelungen est un récit empreint du style courtois dans sa représentation des scènes de cour, d'amour, ou d'élans chevaleresques. L'entrée de Kriemhild à la fête donnée pour son mariage en est un exemple soigneusement composé, durant lequel l'étiquette et les codes de la cour sont mis en scène, les chevaliers lourdement armés célébrés. La curialisation du texte est flagrante, eu égard à la version scandinave, dans le personnage de Siegfried. Orphelin des bois dans la Völsunga saga, il est prince élevé à la cour dans le Nibelungenlied, adoubé lors d'une fête (II, 28), plutôt que par le retrait de l'épée dans le barnstokkr.
Le Nibelungenlied, toutefois, est atypique. S'il est courtois et chevaleresque, il reste aussi héroïque et épique.
Ce ne sont pas seulement des chevaliers remplis d'honneur qui sont représentés, ce sont aussi et peut être avant tout de rudes guerriers germaniques massacrant en nombre et complotant par cupidité contre leur seigneur. L'influence chevaleresque et chrétienne couvre mal les traditions païennes antérieures.
Le Nibelungenlied se situe entre deux époques, l'une héroïque et l'autre chevaleresque, et son contenu oscille entre ces deux courants. Un tel contraste entre comportements barbares et successivement raffinés apparaît d'ailleurs dans une grande partie de la littérature germanique et scandinave du Bas Moyen Âge, mais également dans les mœurs véritables de cet âge. Ce phénomène est également perceptible dans la littérature française. C'est ainsi le cas dans le El Cantar del Mío Cid, poème du XIIe siècle dans lequel Pierre Corneille a trouvé l'inspiration pour sa propre pièce.
En outre, l'introduction d'éléments manifestement impossibles en termes historiques, la cohabitation de deux univers, l'un moderne, l'autre légendaire, rendent la classification de l'œuvre délicate : il y a, derrière le prince courtois Siegfried de Xanten, un héros défiant la puissance institutionnelle et les règles de la société.
En tout état de cause, le Nibelungenlied, seul témoignage d'une épopée héroïque datant de l'âge d'or des Hohenstaufen dont nous disposons, représente à lui seul une catégorie.

#### Une épopée inachevée
Selon Florence Goyet, et dans une autre perspective que celle de la réception de l'œuvre, le Nibelungenlied est une épopée inachevée. Inachevée, car si la fonction d'une épopée nationale est de résoudre, par la réflexion littéraire, la crise d'une époque, la chanson des Nibelungen n'y parvient pas. En effet, s'il montre les problèmes politiques de son temps par la contradiction entre le héros Siegfried et le roi moderne Gunther, il ne les résout pas durablement. Cet échec est illustré par le bain de sang final, la mort des rois Burgondes.

#### UnBurgondenlied?
Alors que Gunther et Hagen sont généralement considérés comme des Francs dans le reste du corpus littéraire germanique de cette époque, ils sont des Burgonden dans la Chanson des Nibelungen. Le ton par ailleurs hagiographique du récit à l'égard de la famille royale, de son noble lignage, de sa bonne éducation comme de sa puissance, laisse à penser que l'adaptateur aurait voulu écrire une légende familiale.
C'était une chose commune à cette époque qu'une œuvre soit commandée par un personnage important, c'est le cas de Perceval ou encore de Lancelot. Or, à cette époque, la Bourgogne joue justement un rôle important dans l'histoire impériale. L'empereur Frédéric Barberousse est notamment marié à Béatrice de Bourgogne. Il marie son fils à une princesse hongroise, après avoir effectué une route semblable à celle décrite dans la Chanson. D'après Danielle Buschinger, il s'agit d'autant d'indices qui suggèrent qu'un seigneur bourguignon a pu commander l'œuvre à un poète d'origine autrichienne, théorie au demeurant compatible avec celle désignant Wolfger von Erla, un partisan des Hohenstaufen, comme mécène.

## Interprétations
La Chanson des Nibelungen a suscité de nombreuses recherches et tentatives d'interprétations. Certaines tendent à lui attribuer un message moral ou philosophique, une unité sensée dans la narration. Il n'est pourtant pas évident que l'œuvre soit si achevée et cohérente, le poète pourrait n'avoir pas été penseur, et n'avoir suivi aucune idée directrice dans la rédaction de la chanson. En tout état de cause, l'incertitude du sujet amène à recenser prudemment les différentes analyses qui ont été menées sur la signification profonde de l'œuvre.

### Place du christianisme
Le sens du Nibelungenlied a été interprété très différemment selon la nature qui lui était attribuée.
Le poème est indiscutablement influencé par le christianisme. Cette influence apparaît  dans les évocations de Dieu ou les rituels religieux telles que la messe funéraire et les prières données en l'honneur de Siegfried, lors de son enterrement.
Néanmoins, les interprètes de l'œuvre ont débattu du sens qu'il fallait donner à ces influences chrétiennes (durchaus christlich) qui se superposent à des fondements païens (urheidnisch). Si les apparences sont manifestement teintées de christianisme, font-elles pour autant une œuvre chrétienne, c'est-à-dire peut-on déterminer que l'intention de l'auteur est de faire passer un message relevant de la morale chrétienne?
Le Nibelungenlied, s'il prend ses racines, comme la Chanson de Roland ou le Willehalm de Wolfram von Eschenbach, dans des événements historiques, s'en différencie dans la mesure où ses sources sont antérieures et appartiennent à l'antiquité germanique préchrétienne.
Dès lors, l'importance de l'Église dans le récit n'est qu'apparente. Les héros du Nibelungenlied sont des guerriers germaniques qui s'affirment face ou avec le Destin, jamais ils n'évoquent un dessein divin à accomplir ou n'exigent de Dieu l'approbation de leurs actes. Le christianisme n'a été rajouté au conte que postérieurement, et ne joue qu'un rôle en réalité secondaire. Pour exemple, les nouveaux époux ne se rendent à la messe que le lendemain de leur mariage (X), et ce contrairement au rite de l'époque.

### Le rôle des femmes
Les femmes dans l'épopée germanique jouent un rôle prépondérant, à la différence de celles des récits grecs.
Dans le Nibelungenlied, le poète s'est efforcé de rendre une image de la femme fidèle aux représentations de son époque. Kriemhild en est emblématique, elle vit dans l'attente. Il faut un an à Siegfried afin de pouvoir la rencontrer (272). Tout repose entre les mains des hommes qui décident pour elle de son mariage (334). Elle ne choisit ni ne gagne Siegfried, c'est l'inverse. Enfin, lorsque Kriemhild raconte s'être fait battre par son mari (894), sans véritablement s'en plaindre mais plutôt l'en remercier, c'est la réalité de l'époque qui transparaît. Toutefois, pour Friedrich Ranke, Kriemhild demeure l'héroïne vengeresse qui, plutôt que de sombrer dans le veuvage, force avec une volonté d'acier le Destin à réaliser son objectif. Mais ce faisant, et notamment en décapitant Hagen (2373), Kriemhild usurpe les fonctions du guerrier, qui reviennent aux hommes. La vengeance de Kriemhild est en réalité celle impossible d'une femme dans la société misogyne de l'époque : juridiquement, elle n'avait pas la capacité à exercer la vengeance, pourtant droit sacré dans la société féodale. Pour cette raison, elle est tuée par Hildebrand.
Certes, Brünhild vient contredire le portrait de la femme dominée, mais elle est en fait bien amoindrie comparée à la valkyrie des chants scandinaves. Même dans l'assassinat de Siegfried, elle s'efface derrière les guerriers.
La réflexion de Siegfried lors de son combat pour neutraliser Brunhild résume le statut de la femme à cette époque :

« 673. "Malheur! pensa le guerrier, s'il me faut mourir par la main d'une jeune fille; toutes les femmes, qui sinon, jamais ne l'auraient fait, se montreront d'humeur arrogante à l'égard de leur mari." »

— La Chanson des Nibelungen, Aventiûre X

### L'omniprésence du Destin et l'éthique germanique
Pour Régis Boyer, le Destin joue un rôle majeur dans la culture des anciens Scandinaves. Dans le Nibelungenlied, il se manifeste auprès de chaque personnage important de l'intrigue, et à Hagen de manière particulièrement explicite, qui l'accomplira.
En effet, le Germain ne se contente pas de subir son sort, encore moins de tenter d'y échapper, il y participe, et c'est en ce faisant qu'il respecte la part de sacré qu'il incarne. Kriemhild accomplit également son destin en mûrissant durant de longues années une vengeance qu'elle se doit de poursuivre.
Cet aspect est amplifié par la figure de style de l'annonce épique (epische Vorausdeutung). Celle-ci fait répéter à la fois au lecteur et aux personnages du récit le dénouement tragique à venir. Le rêve de Kriemhild lors de la première aventure en est l'exemple type. Ces annonces sont toujours négatives, et sont fréquemment placées en fin de strophe. Par elles, le conteur renonce volontairement au suspense.

### Plaisir & souffrance
« 13. Au milieu de cette magnificence, Kriemhild eut un songe : elle rêva qu'elle avait élevé un faucon, beau, fort et farouche, que deux aigles lui lacérèrent. Il ne pouvait en ce monde lui advenir pire que d'avoir eu à voir cela. »

— La Chanson des Nibelungen, Aventiûre I
Non loin de l'idée de R. Boyer, Helmut de Boor considère que le Nibelungenlied présente et affirme la connaissance de la souffrance, l'alternance du plaisir (Lust) et de la douleur (Leid), comme première vérité terrestre. Il  n'y a pas de dépassement de cette contradiction par l'existence courtoise dans le Nibelungenlied. Si toute vie est constituée de plaisirs, ceux-ci s'achèvent dans la douleur, et vivre signifie alors l'affronter. Il s'agit selon de Boor du fondement de la pensée héroïque, ce serait la signification de la mort dans le Nibelungenlied.
Lors de la dernière aventure, Kriemhild se lamente sur le sort de son premier époux, qui n'est nul autre que le faucon de son rêve, assassiné par les deux rois. La fin tragique rejoint le début du récit, et résume ainsi l'essence de l'œuvre.

### Brunhild et Siegfried
À plusieurs reprises, la Chanson des Nibelungen semble indiquer qu'il existe, ou a existé, une relation privilégiée entre Siegfried et Brunhild. Notamment, Siegfried connaît les épreuves à surmonter afin de conquérir la reine (330-331), connaît son pays (378, 382), la reconnaît à la fenêtre de son château (393) et semble être habitué aux coutumes de la cour d'Isenstein (406-407, 344). Brunhild sait déjà également le nom du héros (416, 419). En outre, elle pleure le jour du double mariage (618). Ces larmes s'expliquent par le fait que sa belle-sœur Kriemhild épouse, pense-t-elle, un vassal de Gunther. Le Nibelungenlied, dans la description qu'il fait généralement des rapports entre Brunhild et Siegfried, ne laisse pas penser que celle-ci puisse être amoureuse du héros, ou jalouse de Kriemhild.
Pour autant, il a pu en être différemment dans des versions antérieures du chant. Tous les indices laissés dans le récit indiqueraient alors une relation entre ces deux personnages que l'auteur aurait donc supprimée. Dans la Thidrekssaga notamment, il est précisé que lors de leur première rencontre, Siegfried et Brunhild s'étaient fiancés. Après la suppression de cet épisode, peut être afin de ne plus laisser aucun trait mythique au récit, il n'en serait plus resté que des traces, incompréhensibles voire contradictoire en l'état.
Cette question a été l'objet d'un débat entre philologues. R. G. Finch soutien qu'il n'est pas nécessaire de recourir à un motif antérieur afin d'expliquer l'existence des passages équivoques, qui sont acceptables en tant par exemple qu'il est courant de trouver dans un mythe un personnage qui semble en savoir plus que les autres (guerrier préscient), ou encore que les explications de Brunhild sur ses pleurs sont dans le contexte réalistes. En tout état de cause, la tradition germanique se distinguerait alors de celle nordique en n'ayant jamais fait de Brunhild la rivale de Kriemhild, ce qui expliquerait son absence de suicide dans le Nibelungenlied.

## Réception de l'œuvre

### Première vie du Nibelungenlied
Le nombre de manuscrits contenant le Nibelungenlied - plus que le Tristan de Gottfried von Straßburg par exemple - indique que celui-ci a connu entre le XIIIe siècle et XVIe siècle un important succès à la cour. Pour autant, le fait qu'il ne fut imité que plusieurs décennies après sa parution, avec la Chanson de Gudrun, semble indiquer un intérêt modéré pour le style écrit, qui peut s’expliquer par une forte tradition orale à l'époque.
Par ailleurs, l'existence d'adjonctions aux manuscrits, comme La Plainte (Die Klage), est susceptible de nous renseigner sur le succès probable d'une œuvre au Moyen Âge, ou du moins sur les associations qu'elle permettait.
En effet, il n'y avait, à cette époque, pas de marché du livre. En conséquence, un manuscrit était invariablement le résultat d'une commande. Or, les copistes pouvaient se voir commander plusieurs œuvres - ou extraits d'œuvres - ensuite compilées.
Ainsi, le Codex Sangallensis 857 contient successivement Parzifal, le Nibelungenlied, le Nibelungenklage, Karl der Grosse, Willehalm, et les Sprüche de Friedrich von Suonenburg.
On peut apercevoir dans la Sommerhaus du Château de Runkelstein une fresque datant du milieu du XIVe siècle et représentant, entre autres, les héros épéistes Dietrich, Dietleib et Siegfried.

### Oubli et redécouverte de l'œuvre
Le Nibelungenlied tombe presque complètement dans l'oubli, comme les autres poèmes en moyen-haut-allemand, au cours du XVIe siècle qui abandonne la littérature courtoise du Moyen Âge. Après la redécouverte de la chanson au XVIIIe siècle, et malgré sa traduction, le succès n'est toujours pas au rendez-vous. Sans doute sa nature sanguinaire se heurtait-elle trop brusquement au style plus sensible de l'époque.
Le classicisme littéraire, la traduction des œuvres grecques et l'intérêt qu'elles suscitent vont néanmoins annoncer le début de l'étude du Nibelungenlied.
Après la redécouverte du texte complet, Christoph Heinrich Myller, un élève de Johann Jakob Bodmer, édite en 1782 une première version du Nibelungenlied dans un recueil de poèmes médiévaux dédié à Frédéric le Grand,.
Frédéric Le Grand lui répondra sèchement dans une lettre du 22 février 1784:
|  | |  | |
|  | |  | |
|  | Ihr urtheilet viel zu vortheilhaft von denen Gedichten aus dem zwölften, dreizehnten und vierzehnten Saeculo, deren Druck Ihr befördert habet, und zur Bereicherung der deutschen Sprache so brauchbar haltet. Meiner Einsicht nach sind solche nicht einen Schuss Pulver werth und verdienten nicht aus dem Staube der Vergessenheit gezogen zu werden. In meiner Büchersammlung wenigstens würde Ich dergleichen elendes Zeug nicht dulden; sondern heraus schmeissen. |  | Votre jugement est beaucoup trop bienveillant à l'égard de ces poèmes des XIIe, XIIIe et XIVe siècles, dont vous avez favorisé l'impression et que vous considérez si propres à enrichir la langue allemande. À mon sens, ils ne valent pas une pincée de poudre et ne méritaient pas qu'on les sorte de la poussière de l'oubli. Pour ma part, je n'admettrais pas pareil fatras dans ma collection de livres, je les jetterais dehors. |

### Naissance de l'épopée nationale
Malgré ce premier accueil, un auteur, Johannes Müller, perçoit le potentiel de l'œuvre et écrit lors de la revue d'une édition plus récente de la chanson :

« Der Nibelungen Lied könnte die teutsche Ilias werden / La Chanson des Nibelungen pourrait devenir l'Illiade allemande. »

C'est donc en endossant la fonction d'épopée nationale que l'œuvre va rencontrer le succès. Selon Edouard de Laveleye, c'est même après le soulèvement allemand contre l'empire Napoléonien et l'éveil national consécutif que le public s'est intéressé au Nibelungenlied, une œuvre patriote dépeignant déjà le combat des vainqueurs de l'Empire romain.
Pourtant, rien ne prédisposait le Nibelungenlied à remplir le rôle d'épopée germanique. S'il est quelque chose de national dans la chanson, c'est plutôt le caractère de ses personnages, leurs vertus, qui pourraient être interprétées comme typiquement germaniques. Mais il n'y a dans le récit rien qui ressemble à la construction d'une nation, comme le ferait la Chanson de Roland, ou l’Énéide de Virgile. En outre, l'œuvre n'est pas optimiste, elle se termine tragiquement et ne suit pas un cheminement évolutif qui voit triompher l'espoir après les souffrances. L'identification du peuple à ses héros ne peut donc se faire, du moins pas dans un sens qui viendrait le renforcer.
| L'encouragement nationaliste |
| --- |
| "Si l'on fait du Nibelungenlied, qui dépeint un univers glorieux, des hommes grands avec un sens viril de la patrie, si l'on fait d'une telle œuvre le livre éducateur de la jeunesse allemande, alors on parviendra à former des hommes vigoureux et à rétablir l'unité de l'empire." August Wilhelm Schlegel |

Ce fut en réalité l'intention des auteurs qui reçurent positivement l'œuvre que de la transformer en une épopée nationale, en ce début de XIXe siècle où celle-ci devenait nécessaire, et ce notamment en faisant coïncider les caractères des personnages du récit avec ceux, allégués, du peuple allemand : fidélité, moralité, sens de la famille, piété.

#### D'une épopée nationale…
| Le succès critique de l'œuvre |
| --- |
| "Kein anderes Lied mag ein vaterländisches Herz so rühren und ergreifen, so ergötzen und stärken, als dieses […]" "Nul chant ne peut attendrir, émouvoir un cœur de patriote, le combler, le fortifier, autant que celui-ci […]" Friedrich von der Hagen |

Durant tous les XIXe et XXe siècles, le Nibelungenlied connaîtra donc un succès lié à sa perception comme produit national. Ce succès est vrai auprès des critiques allemandes comme internationales. C'est à cette époque que sera écrite la pièce de théâtre de Friedrich Hebel.
C'est ensuite, sans doute, l'opéra Der Ring des Nibelungen de Richard Wagner, qui fera connaître à un large public, sinon le chant, au moins la légende des Nibelungen. Il n'était pourtant pas dans l'intention du compositeur de faire une œuvre à caractère national, mais bien plutôt mythologique, raison pour laquelle il s'inspira également et surtout de la Völsunga saga. La Tétralogie jouera par la suite un grand rôle dans la perception de la Chanson des Nibelungen comme mythe national.

#### …à l'œuvre nationaliste
Le succès de l'œuvre est également populaire, elle devient une référence culturelle comme l'atteste l'usage par le Chancelier Bernhard von Bülow, dans son discours du 29 mars 1909, de l'expression Nibelungentreue (fidélité de Nibelungen), faisant référence à la loyauté de Kriemhild pour caractériser la position de l'Allemagne dans ses relations avec l'Autriche-Hongrie.
La Première Guerre mondiale laisse la place à une instrumentalisation guerrière et nationaliste du Nibelungenlied. Ce sont chants et discours se référant aux valeurs de Siegfried ou Hagen, telles encore que la fidélité, qui sont produits. Les troupes allemandes, en 1917, se retrancheront ainsi derrière la Ligne Siegfried qui n'est pas sans rappeler la tranchée creusée par le héros afin de vaincre le dragon.
La défaite militaire n'est néanmoins pas suivie d'une désaffection pour l'épopée. Au contraire : elle s'explique par le fait que l'invincible armée allemande a été, tel Siegfried, poignardée dans le dos par les révolutionnaires.
Le Nibelungenlied servira par la suite de terreau mythologique au National-socialisme. Lors de la défaite de Stalingrad, Hermann Göring lança un appel à la Wehrmacht le 30 janvier 1943, évoquant le Nibelungenlied:
|  | |  | |
|  | |  | |
|  | Und aus all diesen gigantischen Kämpfen ragt nun gleich einem gewaltigen, monumentalen Bau Stalingrad, der Kampf um Stalingrad heraus. Es wird dies einmal der größte Heroenkampf gewesen sein, der sich jemals in unserer Geschichte abgespielt hat. [...] - wir kennen ein gewaltiges, heroisches Lied von einem Kampf ohnegleichen, das hieß Der Kampf der Nibelungen. Auch sie standen in einer Halle von Feuer und Brand und löschten den Durst mit eigenem Blut - aber kämpften und kämpften bis zum letzten. |  | Parmi toutes ces gigantesques batailles, un monument colossal se distingue : la bataille de Stalingrad. Le jour viendra où elle sera considérée comme la plus grandiose des batailles héroïques de notre histoire. [...] Nous connaissons une épopée héroïque monumentale qui relate une bataille sans pareil : la bataille des Nibelungen. Eux aussi, retranchés dans une salle en proie aux flammes, étanchèrent leur soif avec leur propre sang, mais ils combattirent jusqu'au dernier. |

## Adaptations modernes
Chronologie des adaptations et recherches scientifiques portant sur la Légende des Nibelungen dans sa tradition germanique.

### Cinéma
- Mario Caserini, Siegfried, 1912.
- Fritz Lang, Les Nibelungen : Siegfried, Les Nibelungen : La vengeance de Kriemhild, 1924.
- Harald Reinl, La Vengeance de Siegfried, 1966-1967.
- Uli Edel, L'Anneau sacré, 2004.

### Musique
- Richard Wagner, Der Ring des Nibelungen, 1848-1852.
- Fritz Oliven, Oscar Straus, Die lustigen Nibelungen, 1904 (première), 1905 (éd.).
- Sigurd, opéra d'Ernest Reyer, livret de Camille du Locle et Alfred Blau (1862) créé à la Monnaie de Bruxelles en 1884.

### Théâtre

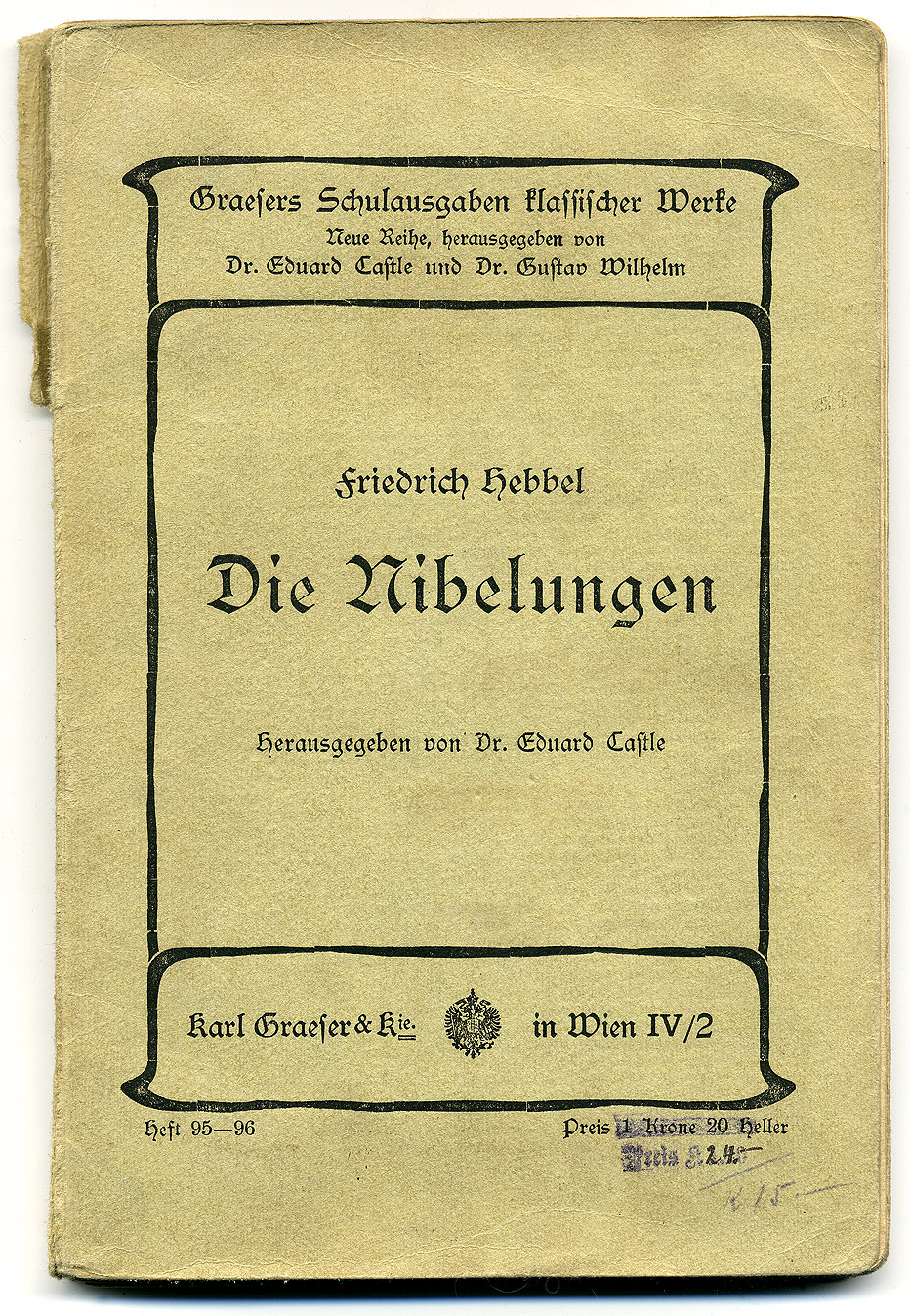
Friedrich Hebbel „Die Nibelungen“ (version de 1900, Vienne/Brno)

- Friedrich de la Motte-Fouqué, Der Held des Nordens, drame épique en trois parties :
  - Sigurd der Schlangentödter, 1808[103].
  - Sigurds Rache, 1809.
  - Aslauga, 1810.
- Ludwig Uhland, La mort de Siegfried, La Vengeance de Kriemhild, 1817.
- Franz Rudolph Hermann, Die Nibelungen. In drei Teilen, 1819.
- Ferdinand Wachter, Brunhild, 1821.
- Johann Wilhelm Müller, Chriemhilds Rache. Trauerspiel, 1822.
- Carl Friedrich Eichhorn, Chriemhilds Rache. Ein Trauerspiel, 1824.
- A. Zarnack, Siegfried Tod, 1826
- Ernst Raupach, Der Nibelungen-Hort, première à Berlin le 9 janvier 1828, 1834.
- Rudolf Otto Consentius, Königin Brunhild. Historisches Trauerspiel, 1842.
- Emanuel Geibel, Brunhild, 1857.
- Friedrich Hebbel, Die Nibelungen, 1861.
- Heiner Müller, Germania Tod in Berlin, 1977.
- Moritz Rinke, Die Nibelungen. Siegfrieds Frauen. Die letzten Tage von Burgund[104].

### Poésie
- Ludwig Uhland, Siegfrieds Schwert, 1812.
- Max von Schenkendorf, Am Rhein, 1814.
  - Auf der Wanderung in Worms, 1814.
  - Das Lied vom Rhein, 1814.
- Felix Dahn, Hagens Sterbelied
- Karl Simrock, Der Nibelungen-Hort, 1827
- Friedrich Rückert, Der Dichter der Nibelungen, 1839.
- Heinrich Heine, Deutschland!, 1840.
- Moritz Graf von Strachwitz, Das Nibelungenlied, Sigurd Schlangentödter, 1842[105].
- Agnes Miegel, Die Nibelungen, in Gedichte, 1901[106].

### Littérature
- Johann Jakob Bodmer, Die Rache der Schwester, 1767
- Christian Wilhelm Kindleben, Der gehörnte Siegfried. Ein Volksroman, 1783
- Benedikte Naubert, "Die zwölf Ritter von Bern oder das Märchen vom Hort der Nibelungen", in Neue Volksmärchen der Deutschen, 1792.
- Ludwig Tieck, Siegfrieds Jugend, Siegfried der Drachentödter, 1804.
- Johann Heinrich Füßli, Chremhilds Klage um Sivrit, 1805.
- Joseph Görres, "Eine wunderschöne Historie von dem gehörnten Siegfried", in Die teutschen Volksbücher, 1807.
- Wilhelm Grimm, Das Lied von der Frau Grimhild, 1808
- Jean-Baptiste Rousseau, Das Lied der Nibelungen: Nun is es Maie worden, 1820.
- Hugo Hagendorff, Die Mähr vom hürnen Siegfried, 1837.
- Anastasius Grün, Nibelungen im Frack, 1843.
- Johann Gottfried Kinkel, Brynhildis, 1843.
- Guido Görres, Der hürnen Siegfried und sein Kampf mit dem Drachen, 1843.
- Zenaïde Alexeievna Ragozin,Siegfried, the hero of the North, 1898.
- Wilhelm Jordan, Nibelunge, 1869.
- La Tétralogie de l'anneau du Nibelung de Richard Wagner, traduit de l'allemand par Louis-Pilate de Brinn’Gaubast, Dentu, 1894.
- Auguste Ehrhard, La légende des Nibelungen, 1929.
- Franz Fühmann, Das Nibelungenlied, 1971.
- Claude Mettra, La Chanson des Nibelungen, 1984[107].
- Danielle Buschinger, Jean-marc Pastré, La Chanson des Nibelungen suivi de La Plainte, traduit du Moyen-haut-allemand, Gallimard, 2001.

### Bandes dessinées
- Henning Kure et Arne Stenby, Valhalla, Interpresse puis Carlsen Comics, 1979-1987.
- France Renonce et Numa Sadoul, L'Anneau du Nibelung, Dargaud, 1982-1984.
- Leiji Matsumoto, L'Anneau des Nibelungen, Kana, 1992-1999
- Philip Craig Russell, The Ring of the Nibelung, Milwaukie, Dark Horse Comics, 2002.
- Sébastien Ferran, L'Anneau des Nibelungen, Emmanuel Proust éditions, 2007[108].
- Nicolas Jarry, Didier Graffet, L'anneau des Nibelungen, Soleil Productions, 2008[109].
- Alex Alice, Siegfried (bande dessinée), tomes 1 à 3, Dargaud, 2007-2011.
- Nicolas Jarry et Jean-Luc Istin, Le Crépuscule des dieux, tome 1 à 9, Soleil Celtic, 2007-2016.

### Architecture

#### Fontaines des Nibelungen

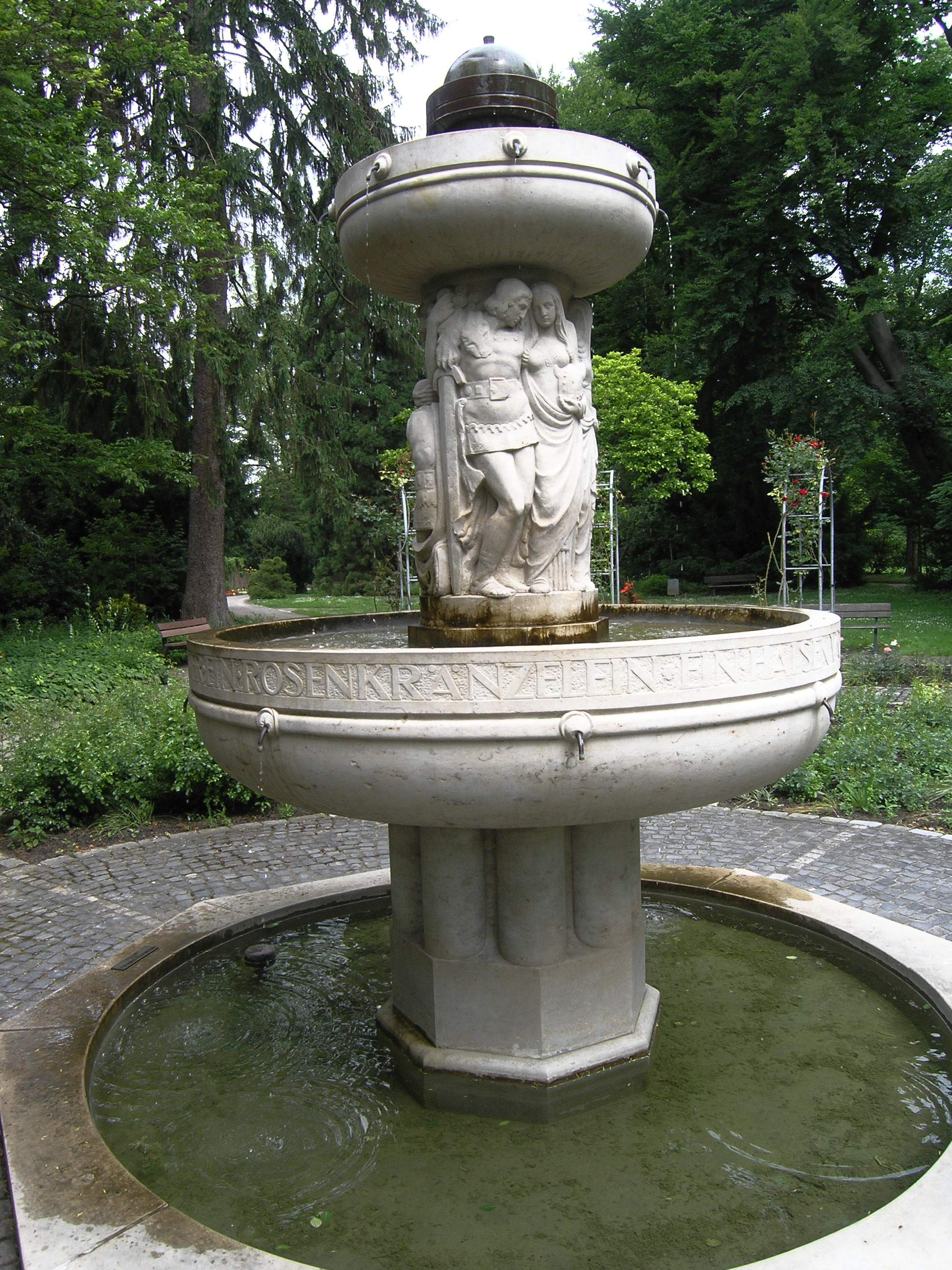
Fontaine des Nibelungen (Otto Feist, Dominik Schoch, 1915).

- La fontaine des Nibelungen de Karlsruhe-Durlach fut conçue par Otto Feist de 1914 à 1915 puis construite par le sculpteur Dominik Schoch dans le jardin du palais de Durlach. Elle fut restaurée en 1958 et exposée lors du Bundesgartenschau de Essen en 1965. Elle porte l'inscription : « Auf setzte sie dem Berner ein Rosenkränzelein ein Halsen und ein Küssen musst auch bereit ihm sein », tirée du Rosengartenlied[110].
- La fontaine des Nibelungen de Hohenems fut conçue en 1955 par Hannes Scherling à l'occasion des 200 ans de la découverte du manuscrit C dans la bibliothèque du palais[111].
- La fontaine des Nibelungen de Tulln est surmontée d'une sculpture représentant « la rencontre de Kriemhild, la reine burgondes, et du roi Hun Etzel », qui, aux termes de l'aventiure XXII, se déroule effectivement à Tulln. La structure de bronze est de Michail Nogin, tandis que la fontaine et les effets de lumières ont été conçus par Hans Muhr.

#### Sources de Siegfried

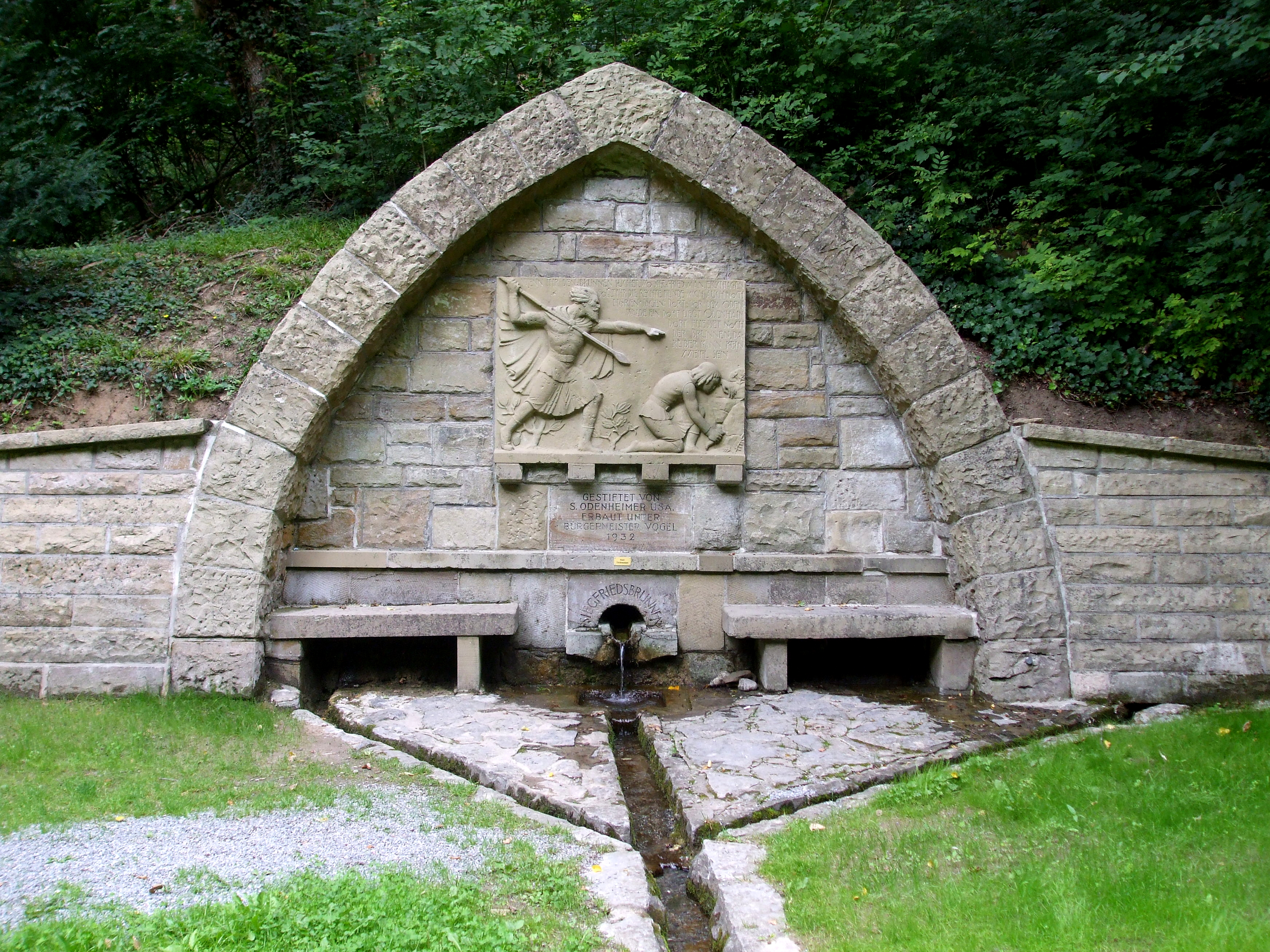
Source de Siegfried à Odenheim (1932).

La Chanson des Nibelungen ne précise pas exactement le lieu où Siegfried fut assassiné. Le manuscrit B mentionne que la partie de chasse se déroule dans les Vosges ou Waskenwald (911). Or, il écrit ensuite que pour s'y rendre, les guerriers se préparent à traverser le Rhin (918), qui ne coule pourtant pas sur leur route depuis Worms. Sans doute l'auteur avait-il une connaissance vague de la géographie locale, aussi le manuscrit C corrige-t-il en indiquant que la partie de chasse se déroule dans la forêt d'Odenwald:
| 1013. Von dem selben brunnen da Sivrit wart erslagen sult ir div rehten mære von mir hoern sagn vor dem Otenwalde ein dorf lit Otenhaim da vliuzet noch der brunne des ist zwifel dehein | 1013. De cette même source, où Siegfried fut mis à mort, Vous devez entendre de moi la vérité. Il y a devant la forêt d'Odenwald un village nommé Odenheim. Et il n'y a aucun doute que là coule encore la source. |  |

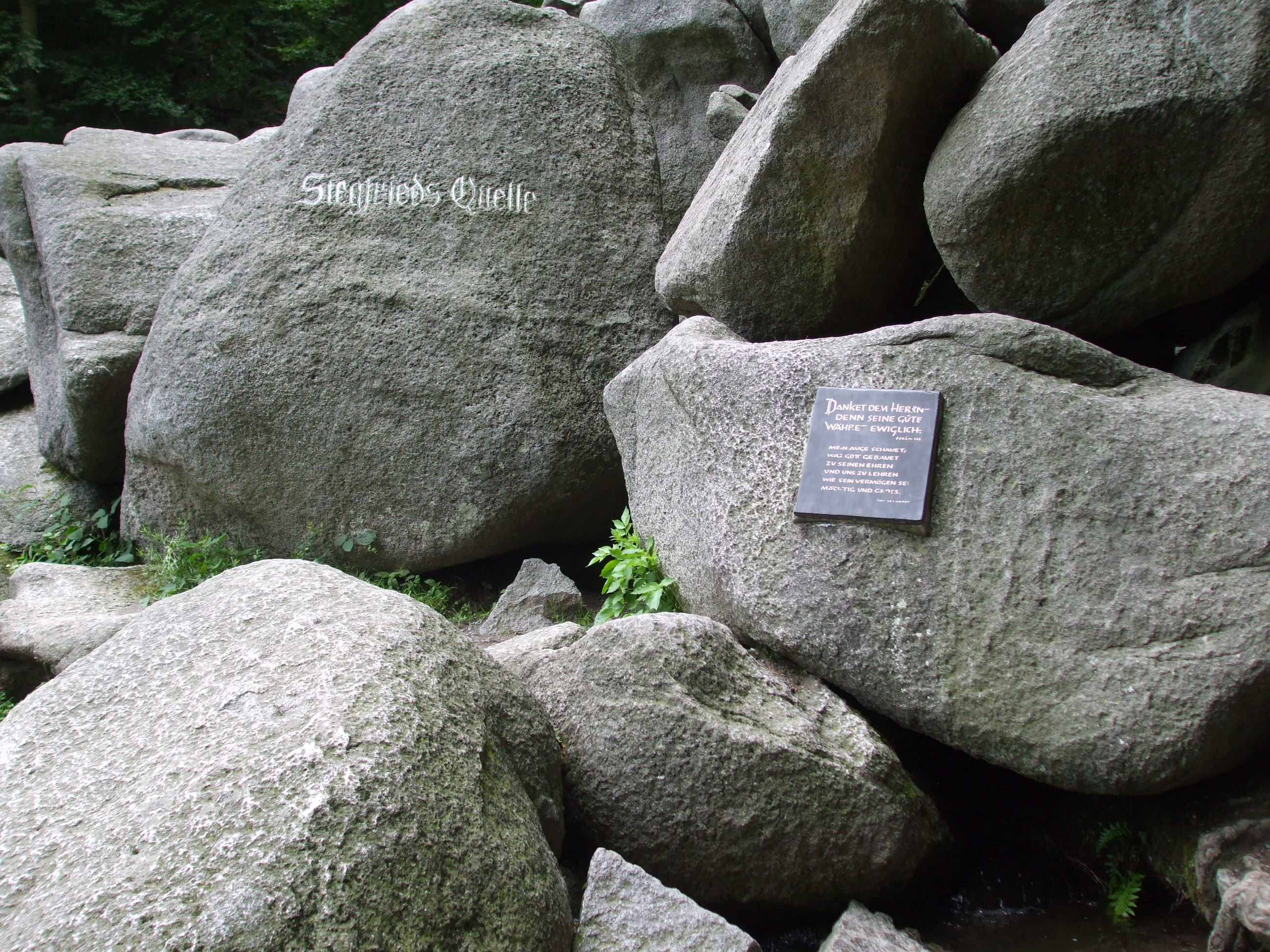
Source de Siegfried à Reichenbach.

Mais le texte n'est pas absolument univoque quant à l'emplacement. En conséquence, de nombreuses municipalités des environs revendiquent sur leur territoire le lieu historique où Siegfried aurait été tué par Hagen, et ont fait construire leur propre « source de Siegfried ». Il y a donc des monuments en l'honneur du héros aussi bien à Grasellenbach, à Heppenheim, à Hiltersklingen et Reichenbach qu'à Odenheim.
Cependant, comme le rappelle le directeur des archives de Darmstadt dans son étude sur le lieu du crime légendaire, la question est quelque peu artificielle :

« N'est-il pas sot de demander : "où Sigfrid fut-il tué ?" comme si Sigfrid avait jamais été de chair et de sang puis assassiné de la main de Hagen! Il faudrait donc plutôt poser cette question : où le poète de la Chanson des Nibelungen a-t-il localisé le meurtre de Sigfrid ? Quelles localités avait-il précisément en tête lorsqu'il écrivit la seizième aventure "Comment Sifrit fut mis à mort". »

— Julius Reinhard Dieterich, Wo Sifrit erslagen wart